# Museum Folkwang

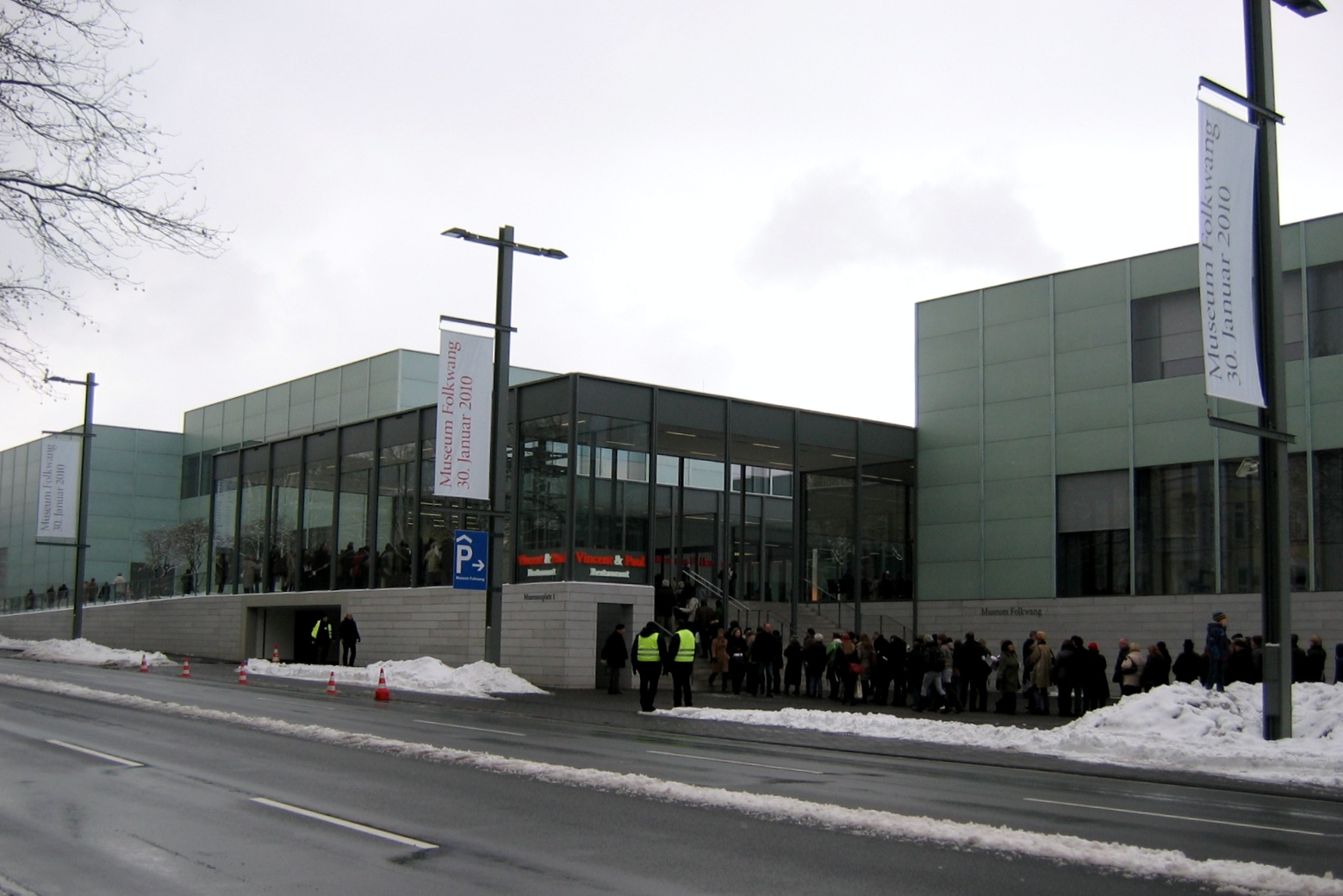
Frontansicht des Museum Folkwang mit dem von David Chipperfield entworfenen Neubau. Aufgenommen am Eröffnungswochenende im Januar 2010.

Das Museum Folkwang ist ein Kunstmuseum in Essen. Es wurde 1902 in Hagen von dem Kunstmäzen Karl Ernst Osthaus unter dem Namen Folkwang Museum eröffnet und hatte lange Zeit eine Vorreiterrolle im Bereich der Modernen Kunst. Nach dem Tod von Osthaus 1921 wurde seine Sammlung nach Essen verkauft, wo sich der Folkwang-Museumsverein mit dem Ziel konstituiert hatte, sie zu erwerben. Seitdem wird die Sammlung dort weitergeführt. Sie steht seit 1922 im gemeinsamen Eigentum des Folkwang-Museumsvereins und der Stadt Essen und enthält Werke des Impressionismus, des Expressionismus, des Surrealismus und weiterer Stilrichtungen der Modernen Kunst. Zudem besitzt das Museum Folkwang Objekte des Kunstgewerbes, eine graphische und eine photographische Sammlung. Während der Zeit des Nationalsozialismus verlor das Museum in der „Aktion Entartete Kunst“ 1.400 Werke, darunter bedeutende Bestandteile der Sammlung. Nach dem Krieg konnten diese Verluste größtenteils durch Rückkauf oder Neuerwerbungen ersetzt werden. 2006 gab die Alfried Krupp von Bohlen und Halbach-Stiftung bekannt, den Neubau des Museums Folkwang zu finanzieren. Nach zwei Jahren Bauarbeiten wurde der von David Chipperfield entworfene Neubau im Rahmen des Kulturhauptstadtjahres RUHR.2010 am 28. Januar 2010 offiziell eröffnet.

## Geschichte

### Gründung in Hagen

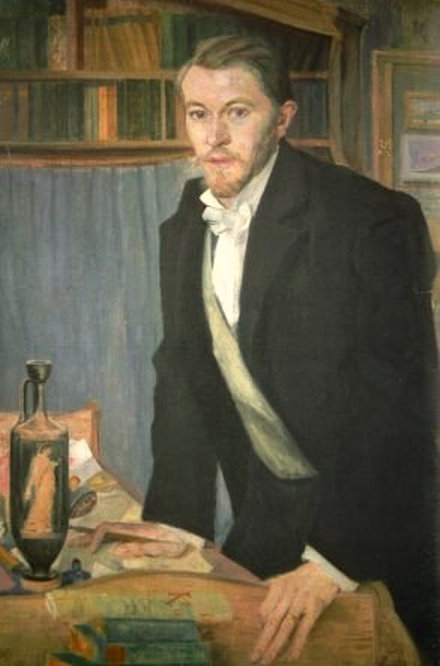
Porträt von Karl Ernst Osthaus. Gemälde von Ida Gerhardi, 1903

Der erst 24-jährige Bankierssohn Karl Ernst Osthaus, der von seinen Großeltern mütterlicherseits ein bedeutendes Vermögen geerbt hatte, entwickelte um 1898 die Idee für ein eigenes Museum in Hagen. Er beabsichtigte, dort seine private Sammlung naturwissenschaftlicher, volkskundlicher und kunstgewerblicher Objekte auszustellen, die er auf ausgedehnten Reisen durch Europa, den Vorderen Orient und Nordafrika mit dem ererbten Geld erworben hatte. Sein Ziel sah er darin, mit dem Museum „zu einer Verbesserung des öffentlichen Geschmacks beizutragen“. Er beauftragte den Architekten Carl Gérard aus Berlin mit dem Hagener Museumsneubau, der zwischen 1899 und 1902 mit einer eklektizistischen Fassade, die Neorenaissance-, Neugotik- und Neobarock-Elemente vereint, entstand. 1899 unternahm Osthaus eine Reise nach Tunesien, von der er islamische Kunstwerke mitbrachte. Er beschloss, ein Kunstmuseum aufzubauen. Diese Neuausrichtung seines Museumsprojektes verdrängte die naturwissenschaftliche Komponente nicht aus dem Projekt, weil Osthaus in der ästhetischen Qualität der Natur die Grundlage für die Kunst sah. Im Jahr 1900 nahm Karl Ernst Osthaus Kontakt mit dem belgischen Künstler Henry van de Velde auf und stellte ihm seine Idee der Gründung eines Museums, das der Kunst in der Industrieregion des Ruhrgebiets einen höheren Stellenwert verschaffen sollte, vor. Van de Velde begleitete das Museumsprojekt, gestaltete die Innenausstattung im Jugendstil und beriet Osthaus, der vorher vor allem an deutscher Malerei des 19. Jahrhunderts aus der Umgebung der Düsseldorfer Malerschule interessiert war, bei seinen Ankäufen von belgischen und französischen Kunstwerken. Auf den Belgier geht vor allem Osthaus’ Hinwendung zur Moderne zurück. Es folgten bedeutende Erwerbungen wie die Lise mit dem Sonnenschirm von Pierre-Auguste Renoir, die Osthaus 1901 bei Paul Cassirer kaufte. 1902 erwarb er unter anderem Die Ernte von Vincent van Gogh. Es war das erste Werk des Niederländers, das in einer deutschen Museumssammlung Einzug hielt.
Am 9. Juli 1902 wurde das Folkwang Museum eröffnet, dessen von Peter Behrens entworfener Vortragssaal erst im Jahr 1905 fertig wurde. Es enthielt im Untergeschoss die naturkundliche und im Erdgeschoss die kunstgewerbliche Sammlung, im Obergeschoss befand sich die Kunstsammlung. Der Name Folkwang entstammt den altnordischen Mythen der Edda, in denen er den Palast (Folkvangar = Volkshalle) der Göttin Freya, die neben ihrer Rolle als Fruchtbarkeitsgöttin auch als Schutzgöttin der Künste fungierte, bezeichnet. Diese Namenswahl sollte die Einheit von Kunst und Leben in dem neuen Museum verdeutlichen. Mit der Zeit rückte die ästhetische Erziehung ins Zentrum der Museumsausrichtung, womit der Stellenwert der naturkundlichen Teile der Sammlung abnahm. Das Museum präsentierte die Sammlung nach ästhetischen Gesichtspunkten geordnet und nicht, wie üblich, nach Epochen und Regionen. 1916 wurde die naturkundliche Sammlung im Kellergeschoss durch die Sammlung islamischer Kunst, Keramik und Kunsthandwerks ersetzt. Im Erdgeschoss befanden sich unter anderem Antiken, mittelalterliche Sakralkunst, Druckgraphiken und Kunstgewerbe. Im Obergeschoss war die Sammlung Moderner Kunst, Porzellan und Schmuck untergebracht. Osthaus wagte es als Erster, die unter anderem von Künstlern des Fauvismus und Kubismus und einigen wenigen Kunsttheoretikern angenommene innere Verwandtschaft zwischen afrikanischer und ozeanischer „primitiver Kunst“ und der Modernen Kunst in seiner Museumspräsentation aufzugreifen, worin sich auch die Vorreiterrolle des Folkwang Museums manifestierte.

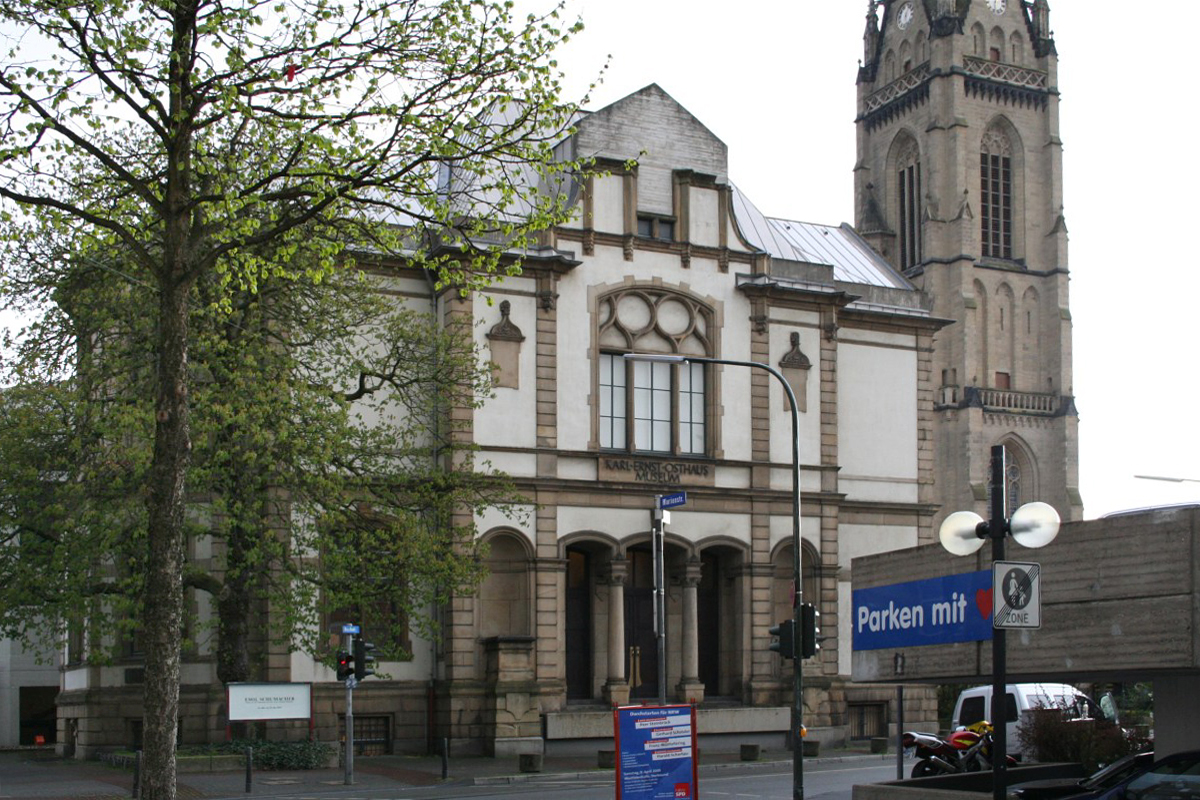
Das Gebäude des Folkwang Museums in Hagen beherbergt heute das Osthaus Museum Hagen, im April 2005

Diese Art der Präsentation und die Unterstützung der Modernen Kunst durch Osthaus erhielt positive Resonanz durch die Kunstschaffenden dieser Stilrichtungen; so pflegten einige Mitglieder der Künstlergruppen Brücke und Der Blaue Reiter zum Teil intensiven Kontakt zu Osthaus, der ihre Werke erwarb und sie durch Ausstellungen förderte. Nach Beratung mit Henry van de Velde kaufte Osthaus Werke belgischer und französischer Maler und Bildhauer wie Georg Minne, Constantin Meunier und Théo van Rysselberghe. Er erwarb das Gemälde Der Kuß von Maurice Denis, das eines der ersten Werke des Malers in einer öffentlichen deutschen Sammlung war. Mit dem Bild Seine bei St. Cloud von Paul Signac war das Folkwang Museum die erste deutsche Institution, die ein Werk dieses französischen Neoimpressionisten ankaufte. Osthaus pflegte engen Kontakt zu einigen Künstlern wie etwa Christian Rohlfs, der 1902 im ersten Stock des Museumsgebäudes eine Wohnung und das Atelier bezog und dort arbeitete. Weitere Künstler wie Jan Thorn-Prikker, Milly Steger, Emil Rudolf Weiß und Moissey Kogan wurden von Osthaus nach Hagen an das Folkwang Museum geholt, um die Kulturlandschaft der Stadt zu beleben. Der Museumsgründer unternahm unter anderem Reisen zu Auguste Rodin, Paul Cézanne und Pierre-Auguste Renoir, auf denen er Werke direkt von ihnen erwarb. 1908 kam Henri Matisse nach Hagen, um das Folkwang Museum zu besuchen. Diese persönlichen Beziehungen trugen zum Ausbau der Sammlung bei, endeten jedoch mit dem Tod von Karl Ernst Osthaus im März 1921.

### Weiterführung in Essen

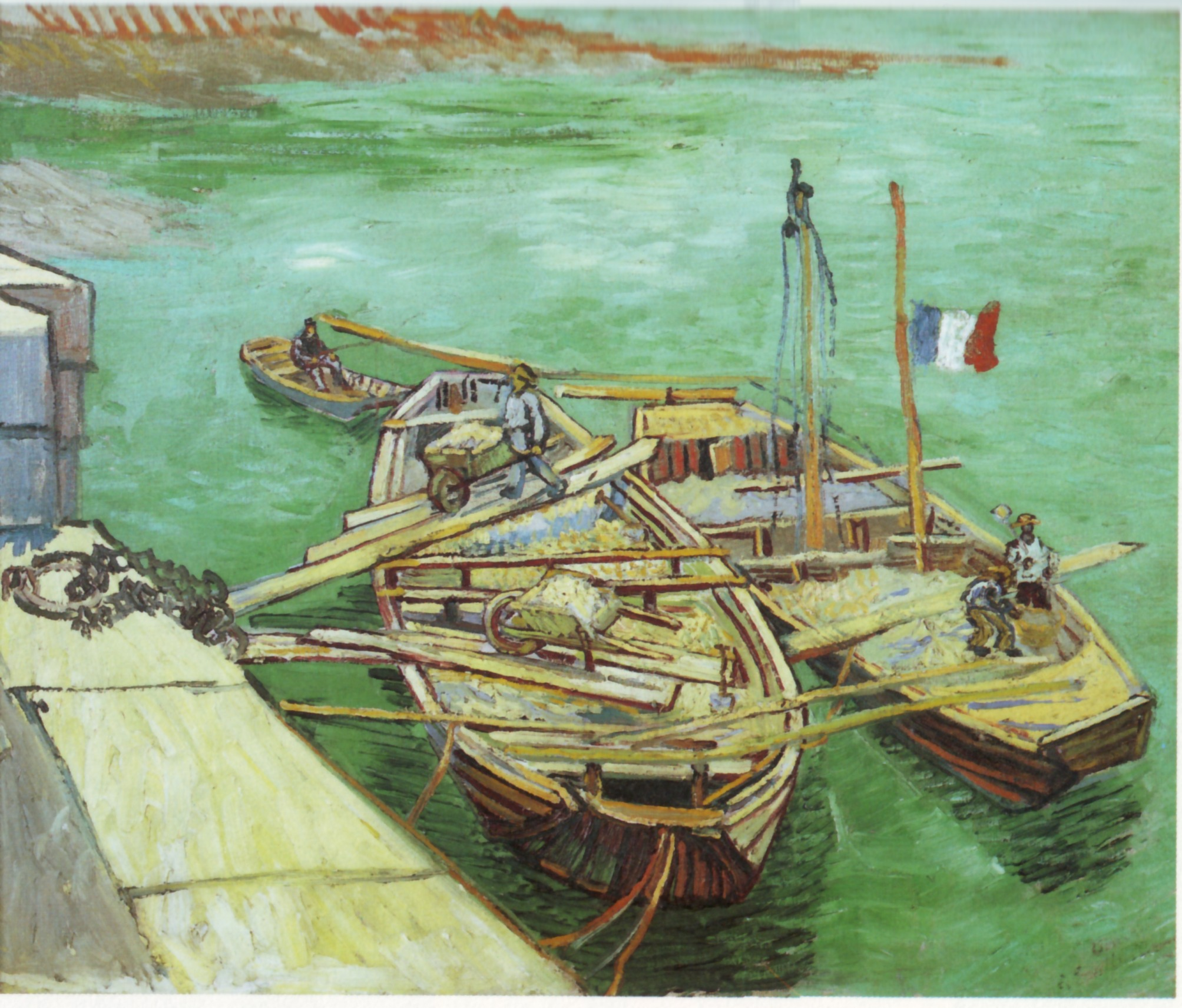
Vincent van Goghs Gemälde Rhonebarken aus dem Jahr 1888 war eine der herausragenden Erwerbungen des Kunstmuseums Essen

Osthaus’ Lebenswerk in Hagen zerfiel. Ernst Fuhrmann, Leiter des 1919 gegründeten Folkwang-Verlags und Nachlassverwalter von Osthaus, nahm 1922 Kontakt zu Ernst Gosebruch vom Städtischen Kunstmuseum Essen auf und bot ihm den Erwerb der Sammlung des Folkwang Museums an. Damit erfüllte Fuhrmann die testamentarische Festlegung, dass die Sammlung zusammengehalten werden sollte. Gosebruch leitete seit 1909 das Essener Museum, war eng mit Osthaus befreundet und hatte sich ebenfalls der modernen Kunst verschrieben. Unter seiner Leitung hatte das Essener Haus unter anderem 1912 die Rhonebarken von Vincent van Gogh erworben. 1917 schenkte Hans Goldschmidt dem Kunstmuseum seine Villa an der Bismarckstraße 98, in der das Museum fortan seine Sammlung präsentierte. Nachdem der Nachlassverwalter von Karl Ernst Osthaus an Gosebruch herangetreten war, gründete sich auf dessen Betreiben hin der Folkwang-Museumsverein, dem Bürger und Unternehmen der Stadt angehörten und der den Erwerb der Sammlung für 15 Millionen Mark finanzierte. Der Initiative dieses Vereins ist es zu verdanken, dass die Sammlung des Museum Folkwang zusammengehalten werden konnte. Mit dem Verkauf wurde die Sammlung aus dem Gesamtkontext des lebensreformerischen Wirkens Osthaus’ herausgelöst, so verlagerte sich der Schwerpunkt auf die Präsentation von Kunst, die sich mittlerweile etabliert hatte. Am 7. Juni 1922 erfolgte die Schlüsselübergabe in Hagen, anschließend wurden die Bestände nach Essen gebracht. Dabei erwies sich als Schwierigkeit, dass professionelle Strukturen in Hagen gefehlt hatten und deshalb keine Inventarisierung erfolgt war. Deswegen war der Schutz der ausgestellten Gegenstände vernachlässigt worden und einige Werke galten als verschwunden. In der Folge wurden die Bestände des Essener Museums mit den aus Hagen übernommenen 99 Gemälden, 43 Skulpturen, Gegenständen des Kunstgewerbes, Zeichnungen und Grafiken zusammengeführt. Am 29. Oktober 1922 wurde das Museum nun unter dem Namen Museum Folkwang in den Essener Goldschmidt-Villen an der Bismarckstraße eröffnet, nachdem Hans Goldschmidt seinen Bruder Karl Goldschmidt überzeugt hatte, sein Haus ebenfalls dem Museum zu stiften.
1924 benannte sich der Essener Kunstverein in Kunstverein Folkwang um und existiert heute unter dem Namen Kunstring Folkwang. Ein Jahr später beschloss das Museumskuratorium den Neubau eines Museumsgebäudes. Der Entwurf stammte vom Architekten Edmund Koerner, der die beiden Goldschmidt-Villen in die Planungen miteinbezog. 1926 begannen die Bauarbeiten, die bis 1929 andauerten. Im Jahr 1927 erlaubte das Museum der Essener Fachschule für Musik, Tanz und Sprache und der Handwerker- und Kunstgewerbeschule die Umbenennung in Folkwangschule. Nach der Eröffnung des neuen Museumsgebäudes im Jahr 1929 erhielt Direktor Gosenbruch großen Zuspruch von Museumskollegen. Beispielsweise schrieb der Direktor des Museums für Kunst und Gewerbe in Hamburg, Max Sauerlandt, an Gosenbruch: „Sie haben damit im reinsten Sinne einen neuen Typus des Museums der Gegenwart aufgestellt.“
Im Neubau wurde ein Atelier eingerichtet, das der Fotograf Albert Renger-Patzsch nutzte. Zudem engagierte Gosebruch Ernst Ludwig Kirchner und Oskar Schlemmer für die künstlerische Ausgestaltung von Festsaal und Rotunde. Damit setzte er die direkte Förderung künstlerischer Produktion, die Osthaus betrieben hatte, fort. Unter der Leitung Gosebruchs behielt das Museum Folkwang auch die engagierte Ausstellungspolitik Osthaus’ bei. Der Direktor ergänzte zudem die Sammlung durch zahlreiche Neuerwerbungen, darunter etwa das Gemälde Der Sänger Jean Baptiste Faure als Hamlet von Édouard Manet im Jahr 1927. Spätestens mit dieser Erwerbung setzten Anfeindungen gegenüber dem Museum und dessen Direktor aus dem rechten politischen Lager ein, weil in der Sammlung zu viele französische Werke vertreten gewesen seien.

### Zeit des Nationalsozialismus

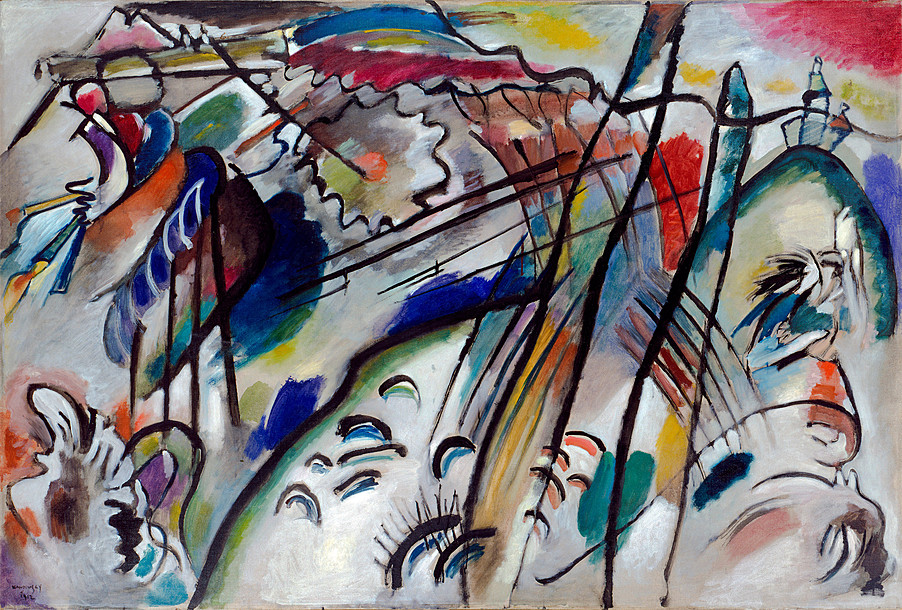
Wassily Kandinsky: Improvisation 28 (1912), Solomon R. Guggenheim Museum, New York

Nach der Machtübernahme der Nationalsozialisten 1933 forderte der Kampfbund für deutsche Kultur die Entlassung Ernst Gosebruchs, die jedoch vom Kuratorium abgelehnt wurde. Im September 1933 trat der Direktor dann von seinem Amt zurück. Sein Nachfolger, Klaus Graf von Baudissin, der sich zur nationalsozialistischen Kunstideologie bekannte und radikal gegen die Moderne Kunst stand, trat am 24. Januar 1934 sein Amt an. Diese Besetzung wurde von den Nationalsozialisten gegen den Willen des Folkwang-Museumsvereins durchgesetzt. Kurz nachdem er Direktor geworden war, ließ Baudissin eine große Zahl von modernen und abstrakten Exponaten aus der Ausstellung entfernen und ins Magazin überführen. Ein Teil der Werke wurde in einem Ausstellungssaal als Kollektion von abschreckenden Gegenbeispielen zur systemakzeptierten Kunst präsentiert. Unter Baudissin verlor die Sammlung des Museums bedeutende Werke. Erst verkaufte er beispielsweise die Improvisation 28 von Wassily Kandinsky, dann wurden insgesamt 1400 Werke der Moderne im Rahmen der Aktion „Entartete Kunst“ im Jahr 1937 beschlagnahmt. An dieser Beschlagnahmungsaktion, die das Museum Folkwang fast der gesamten modernen Sammlungsbestände beraubte, war dessen Direktor selbst führend beteiligt. Von den Werken der Modernen Kunst verblieben nur einige wenige Blätter von Matisse und Picasso, sowie Werke des Impressionismus im Museum. Zum Teil wurden die beschlagnahmten Werke in der Ausstellung „Entartete Kunst“ 1937 in München und in der anschließenden Wanderausstellung präsentiert, zum Teil im Rahmen der Verwertung „Entarteter Kunst“ ins Ausland verkauft. In die Ausstellung gingen insgesamt 18 Werke, darunter vier vom Emil Nolde und sieben von Ernst Ludwig Kirchner. 1939 versteigerte die Galerie Fischer in Luzern acht Werke aus dem Besitz des Museum Folkwang, darunter André Derains Blick aus dem Fenster und Flusslandschaft von Henri Matisse, die sich heute beide im Kunstmuseum Basel befinden. Das St. Louis Art Museum ersteigerte die Badende mit einer Schildkröte, die ebenfalls Matisse gemalt hatte.
1938 beurlaubte der neue Oberbürgermeister Essens, Just Dillgardt, nach Beratungen mit dem Kuratorium und dem Museumsverein Klaus Graf von Baudissin, der durch seinen Assistenten Heinz Köhn ersetzt wurde. Grund für diesen Schritt waren die Differenzen, die seit 1934 zwischen Baudissin und dem Museumsumfeld immer wieder aufgetreten waren. Baudissin wehrte sich gegen diese Entscheidung der Stadt Essen, konnte sich letztendlich aber nicht durchsetzen. Köhn bemühte sich in der Folge, weiteren Schaden von der Sammlung fernzuhalten. Während des Zweiten Weltkrieges erwarb Köhn 1941 und 1942 bei Galerien im besetzten Paris einige Gemälde, darunter Werke von Gustave Courbet, Jean-Baptiste Camille Corot und Charles-François Daubigny. 1942 wurden die übrig gebliebenen Museumsbestände ausgelagert, um sie vor Schäden zu schützen. Bei Luftangriffen im Jahr 1944 wurde das Museumsgebäude beschädigt, am 11. März 1945 wurde es vollständig zerstört.

### Nach dem Zweiten Weltkrieg bis zur Gegenwart
Am 15. Dezember 1947 fand die erste Sitzung des Museumskuratoriums nach dem Krieg statt. Die Stadt Essen und der Folkwang-Museumsverein beschlossen den Wiederaufbau des Museums, die ausgelagerten Werke wurden in das Schloss Hugenpoet in Kettwig überführt, wo sie auch wieder ausgestellt wurden. Die Leitung des Museums verblieb bei Heinz Köhn. 1948 gab das Museum die während des Krieges in Paris erworbenen Bilder an Frankreich zurück. An der Bismarckstraße wurden zwei teilweise wiederhergestellte Ausstellungsräume 1950 erneut der Öffentlichkeit zugänglich gemacht. Der Neubau des Museums Folkwang wurde 1954 beschlossen und 1956 nach Plänen von Erich Hösterey, Werner Kreutzberger und Horst Loy begonnen. Unter Köhn begann die Wiederherstellung der Museumssammlung nach den Verlusten während der Diktatur des Nationalsozialismus. Er erwarb 1957 die gesamte Druckgraphik sowie Zeichnungen und Aquarelle von Christian Rohlfs, weitere Ergänzungen der graphischen Sammlung, die besonders gebeutelt worden war, folgten. Eines der zurückerworbenen Gemälde war der Hutladen von August Macke, das 1953 in das Museum Folkwang zurückkehrte. 1960 wurde der Neubau des Museum Folkwang eröffnet.
Heinz Köhn verstarb im Jahr 1962, ein Jahr später folgte ihm Paul Vogt als Direktor des Museums. Er setzte die von Köhn begonnene Wiederherstellung der Sammlung fort und konnte einige bedeutende Werke, die 1937 aus der Sammlung entfernt worden waren, erneut erwerben. Ein Beispiel ist Ernst Ludwig Kirchners Tanzpaar. Zudem schaffte er mit seiner Ankaufspolitik den Anschluss der Sammlung an die Kunst nach dem Zweiten Weltkrieg mit Erwerbungen etwa von Werken des Abstrakten Expressionismus. Unter seiner Leitung erwarb das Museum jedoch auch beide Monet-Werke der Sammlung. Der Folkwang-Museumsverein finanzierte 1970 die Vorplanungen für einen Anbau. Acht Jahre später konnten dank der Bereitstellung von Finanzmitteln der „Alfried Krupp von Bohlen und Halbach-Stiftung“ die tatsächlichen Planungen für diesen Bau begonnen werden. 1978 beschloss die Stadt zudem die Einrichtung eines Museumszentrums, das den Anbau des Museums Folkwang und den Neubau des Ruhrlandmuseums umfasste. Im Folgejahr wurde die 1958 von Otto Steinert begründete photographische Sammlung der Folkwangschule für Gestaltung in Essen-Werden als eigenständige Abteilung an das Museum Folkwang angegliedert. Der 1981 begonnene Bau der Museumserweiterung konnte 1983 fertiggestellt werden. Im Jahr 1988 löste Georg W. Költzsch Paul Vogt auf dem Posten des Direktors ab.

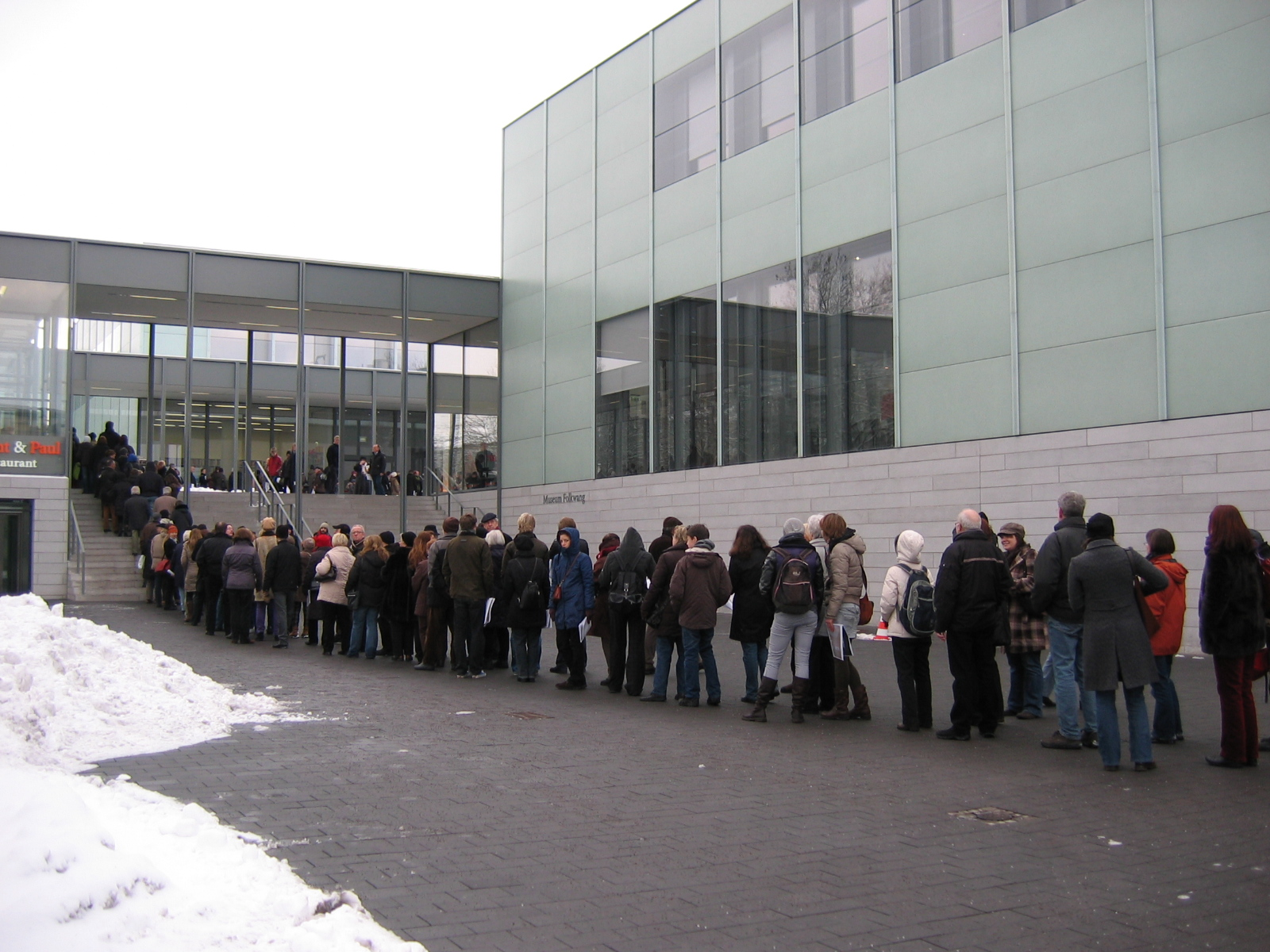
Besucherandrang am ersten Tag des Eröffnungswochenendes 30./31. Januar 2010.

In die Amtszeit von Költzsch fielen umfangreiche Sanierungsarbeiten am Altbau. Diese begannen 1996 unter Leitung des Architekturbüros Allerkamp und Niehaus und des Hochbauamts der Stadt Essen. 1998 wurden die Cafeteria und der Eingangsbereich neu gestaltet. Im folgenden Jahr öffneten die Sammlungen wieder für das Publikum. Unter seiner Leitung konnten aber auch verlorene Werke der Sammlung wie Emil Noldes Stillleben mit Holzfigur im Jahr 1994 zurückerworben werden. Zudem ging er Kooperationen mit Sponsoren wie Ruhrgas, der Sparkasse Essen oder Hochtief ein, die große Sonderausstellungen mitfinanzierten. Daneben gründete sich 1999 ein eigener Förderverein für die photographische Abteilung. 
Hubertus Gaßner löste im Jahr 2003 Költzsch als Direktor des Museums Folkwang ab. Ihm folgte 2006 bis 2012 Hartwig Fischer. Ebenfalls 2006 gab Berthold Beitz, der Vorsitzende des Kuratoriums der „Alfried Krupp von Bohlen und Halbach-Stiftung“, bekannt, dass die Stiftung einen Neubau des Museums Folkwang finanziert. Aus dem internationalen Architektenwettbewerb ging am 13. März 2007 als Sieger David Chipperfield hervor. Die Stiftung schloss sich dieser Jury-Entscheidung an. Anfang Juli 2007 wurde das Museum geschlossen und die Bauarbeiten begannen. Im Herbst 2008 fand das Richtfest für den Neubau statt, der dann am 28. Januar 2010 im Rahmen des Kulturhauptstadtjahres RUHR.2010 offiziell eröffnet wurde.
Ab dem 1. Januar 2013 führte der Schweizer Kunsthistoriker Tobia Bezzola als Nachfolger von Hartwig Fischer das Museum Folkwang. Im Februar 2015 wurde bekannt, dass ein städtisches Unternehmen, die GVE Grundstücksverwaltung Stadt Essen GmbH (GVE), Rücklagen für den Betrieb des Museums Folkwang zweckentfremdet hatte. Im Zuge des Museumsneubaus hatte sich die Stadt verpflichtet, bei der GVE jährlich 2,1 Millionen Euro für die Instandhaltung zurückzulegen. Als dann die Kosten für den Neubau des Stadions Essen aus dem Ruder liefen, entnahm die GVE ab dem Jahr 2010 sechs Millionen Euro aus diesem Treuhandfonds und setzte sie für den Stadionbau ein. Die zweckentfremdeten Mittel wurden von der Stadt Essen aber bereits wenig später wieder in vollem Umfang dem entsprechenden Fonds der GVE zugeführt.
Besondere deutschlandweite Aufmerksamkeit erlangte das Museum Folkwang Ende Juni 2015, als es das erste bedeutende deutsche Museum wurde, das freien Eintritt in seine ständige Ausstellung anbietet. Dies ist durch die auf fünf Jahre angelegte Unterstützung durch die Krupp-Stiftung möglich geworden. In den ersten Monaten führte der freie Eintritt zu einer Verdreifachung der Besucherzahl in der Sammlung des Hauses. Ende des Jahres 2017 hat Tobia Bezzola das Museum verlassen, um sich ab Anfang 2018 als neuer Direktor am Aufbau des Museo d’arte della Svizzera italiana (MASI) in Lugano zu beteiligen.
Direktor des Museum Folkwang ist seit dem 1. Juli 2018 der Kurator und Kunstwissenschaftler Peter Gorschlüter, der die Dauerausstellung des Museums komplett neu gehängt hat. Die herkömmliche chronologische Hängung wurde durch eine an einem Ankerwerk ausgerichtete thematische Hängung ersetzt. Als eine solche hatte sie auch der Begründer der Sammlung ursprünglich eingerichtet. Zudem wurden jenen Bildern, die der Restitution unterliegen könnten, eine Restitutionstabelle beigefügt, die den jeweiligen Stand der Provenienz-Forschung anzeigen.
2020 wurde das Museum von AICA Deutschland zum Museum des Jahres gewählt.

## Architektur

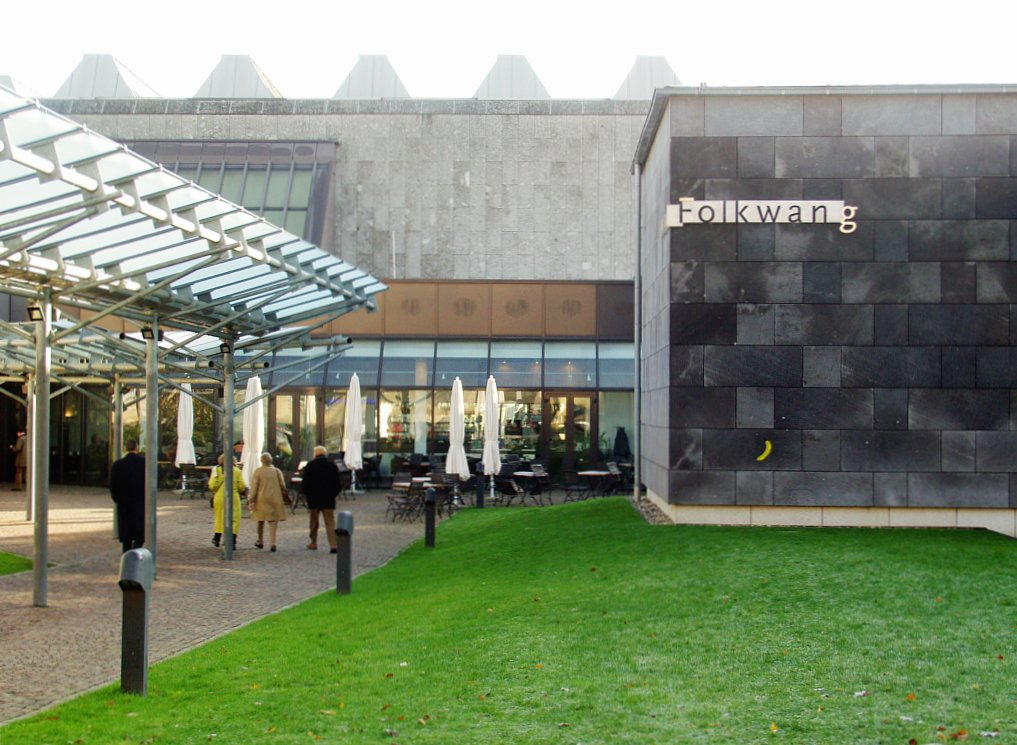
Bild des alten Eingangsbereichs, Aufnahme 2004

Das heutige Museum Folkwang wurde zwischen 1956 und 1960 an Stelle der im Krieg zerstörten Vorgängerbauten errichtet. Dieser Museumsneubau war neben dem des Duisburger Lehmbruck-Museums einer der bedeutendsten dieser Zeit in Deutschland. Der Gebäudekomplex besteht aus einem zweigeschossigen Verwaltungs- und einem eingeschossigen Ausstellungsgebäude. Die Ausstellungsräume gruppieren sich um zwei Innenhöfe. Sie erhalten ihr natürliches Licht zum Teil durch Oberlichter, zum Teil aus bis zum Boden reichenden Fenstern. Die beiden Innenhöfe sind durch einen Gartensaal miteinander verbunden, der zudem die Ausstellungsräume miteinander verbindet. Die Hofumgänge sind komplett verglast, was eine transparente Wirkung des Raumes erzeugt. Neben dem Ausstellungstrakt liegt, verbunden durch eine gläserne Eingangshalle, das mit Basaltlava verkleidete Verwaltungsgebäude. In ihm sind auch die Bibliothek, Sammlungsräume und ein Auditorium untergebracht. Die Architektur dieses Museumsgebäudes ist trotz einiger Renovierungsarbeiten fast vollständig erhalten. Die Bedeutung des Gebäudes ergibt sich aus seinem Status als Symbol für die Wiederanknüpfung an die Moderne Kunst nach der Zeit des Nationalsozialismus. Es ist ein Beispiel für die moderne Museumsarchitektur in der Bundesrepublik Deutschland und zeigt die Verknüpfung zwischen Architektur und Ausstellungskonzeption in den 1950er-Jahren.

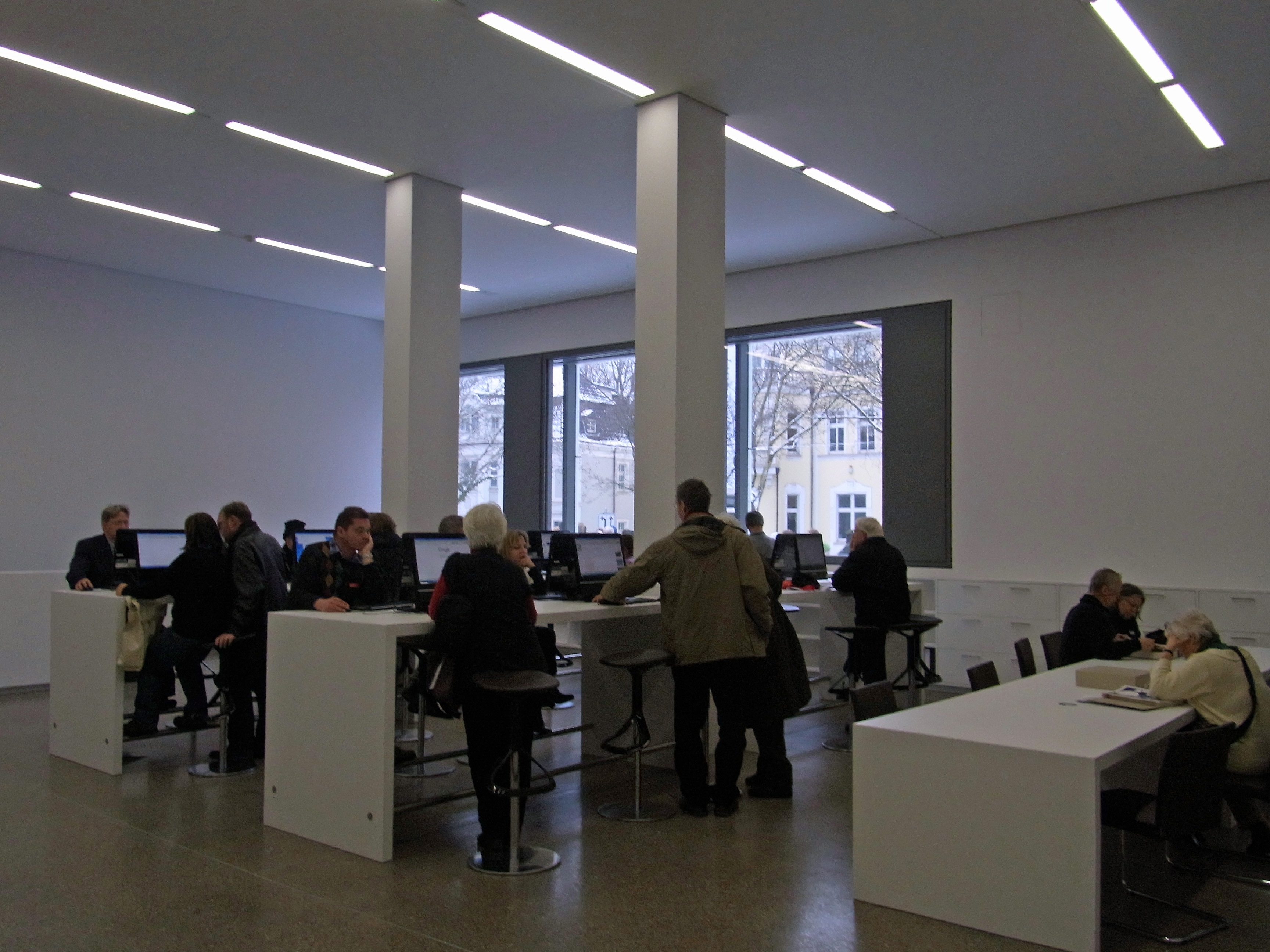
Der Lesesaal (2010)

1981 wurde das Museumsgebäude mit einem Anbau (Architekten Allerkamp, Niehaus, Skornia) ergänzt, in dem auch das Ruhrlandmuseum untergebracht war. Die begrenzte Ausstellungsfläche führte 2006 zu dem Entschluss, einen neuen Erweiterungsbau zu errichten. Am 24. August 2006 gab die „Alfried Krupp von Bohlen und Halbach-Stiftung“ bekannt, diesen Neubau des Museums Folkwang mit 55 Millionen Euro zu finanzieren. Nach erfolgtem Architektenwettbewerb hat sich die Jury Mitte März 2007 für den ersten Preisträger, den renommierten britischen Architekten David Chipperfield ausgesprochen, der auch den Masterplan für die Berliner Museumsinsel erstellt hatte. Dieser Empfehlung stimmten der Kuratoriumsvorsitzende der Alfried Krupp von Bohlen und Halbach-Stiftung, Berthold Beitz, und die Stadt Essen zu. Den zweiten Preis gewann das Architekturbüro Adjaye Associates. Die Jury lobte insbesondere den Respekt Chipperfields vor dem zu erhaltenden denkmalgeschützten Altbau des Museums, dessen Architektur in den sechs hohen kubischen Baukörpern aufgegriffen wird, die durch Innenhöfe miteinander verbunden sind. Die vom Altbau übernommenen Konzepte der großen Fenster und der Innenhöfe ermöglichen es, die Kunstobjekte – wo dies aus konservatorischen Gründen möglich ist – in natürlichem Licht zu präsentieren. „Der Besucher verfolgt in diesen Räumen den Tagesverlauf und erfährt, wie lebendig Kunst auf Licht reagiert und wie stark das natürliche Licht in seinen verschiedenen Zuständen unsere Wahrnehmung trägt und fördert.“ Im neuen, 1400 m² großen Ausstellungssaal sorgt eine besondere Sheddachkonstruktion für diese natürliche Beleuchtung, wenn der Saal für Ausstellungen durch Stellwände aufgeteilt wird. Der Neubau bietet dem Museum eine zusätzliche Nutzfläche von 16.000 m², so dass dem gesamten Museum eine Ausstellungsfläche von 7.000 m² zur Verfügung steht. Die Verbindung zum 1960 errichteten, denkmalgeschützten Altbau ist ebenerdig. Die Aus- und Durchblicke durch die großen Fenster und Atrien sollen es dem Besucher ermöglichen, sich zu orientieren. David Chipperfield: „In einem Museum möchten Sie sich verlieren und der Versenkung hingeben, aber Sie wollen sich auch orientieren können.“
Der Neubau entstand seit Herbst 2007 auf der Fläche des 1983 eingeweihten Erweiterungsbaus, der abgerissen wurde. Der Bau wurde im November 2009 abgeschlossen. Die offizielle Neueröffnung fand am 28. Januar 2010 statt, als Essen Teil der Kulturhauptstadt Ruhr 2010 wurde.

## Sammlung
Die Sammlung des Museum Folkwang umfasst rund 600 Gemälde, 280 Skulpturen, etwa 12.000 Graphiken, über 50.000 Photographien und Objekte des Kunsthandwerks, darunter Keramiken aus mehr als 2000 Jahren. Der Schwerpunkt liegt dabei auf der Modernen und Zeitgenössischen Kunst, die mit vielen ihrer Stilrichtungen wie Impressionismus, Expressionismus, Spätimpressionismus, Abstraktem Expressionismus und Neuer Figuration vertreten sind.

### Gemälde
Die Gemäldesammlung des Museum Folkwang umfasst rund 600 Werke des 19. Jahrhunderts, der Moderne und der Zeitgenössischen Kunst. Die Sammlung geht auf Erwerbungen des Museumsgründers Osthaus und des Städtischen Kunstmuseums Essen zurück. Den Großteil der modernen Werke verlor das Museum durch Beschlagnahmung und Verkauf oder Vernichtung während der Zeit des Nationalsozialismus. Nach dem Zweiten Weltkrieg konnten die Direktoren des Museum Folkwang, Heinz Köhn und Paul Vogt, zuvor als „Entartete Kunst“ klassifizierte Werke zurückkaufen und andere herausragende Werke als Kompensation für verlorene Kunstwerke erwerben. So entstand wieder eine der führenden Sammlungen für deutsche und französische Malerei des 19. und 20. Jahrhunderts in Deutschland. Zudem wurden weitere zeitgenössische Kunstrichtungen in die Sammlung aufgenommen.
Die ältesten Gemälde der Sammlung des Museum Folkwang stammen aus der Epoche des Klassizismus. Beispiele für Werke dieser Zeit sind die beiden Landschaftsgemälde Die Franziskushöhle von Jakob Philipp Hackert und Blick vom Grab des Vergil auf die Stadt Neapel mit dem Castel Sant'Elmo von Franz Ludwig Catel. Mit der 1814 gemalten Landschaft bei Pichelswerder ist auch Karl Friedrich Schinkel, die prägende Figur des Klassizismus in Preußen, in der Sammlung Folkwang vertreten. Die Sammlungsbestände der deutschen Romantik umfassen unter anderem Gemälde wie Landschaft mit dem Regenbogen und Frau vor der untergehenden Sonne von Caspar David Friedrich, sowie Osterspaziergang und Frühleuten von Carl Gustav Carus. Ebenfalls von Carus stammt das um 1824 entstandene Bild Hochgebirge, das eine idealisierte Darstellung des Mont Blanc mit dessen Gletschern ist, sowie ein Werk von Eugen Bracht. Die Porträtmalerei des Realismus ist durch Die Dame in Grau von Wilhelm Trübner und Bildnis der Frau Regierungsrat H. von Wilhelm Leibl in der Sammlung des Museum Folkwang vertreten. Beispielhafte Werke des Symbolismus sind Mord im Schloss und Pan im Kinderreigen von Arnold Böcklin, sowie Frühling von Ferdinand Hodler.

Gebirgslandschaft mit Regenbogen von Caspar David Friedrich, 1809/1810
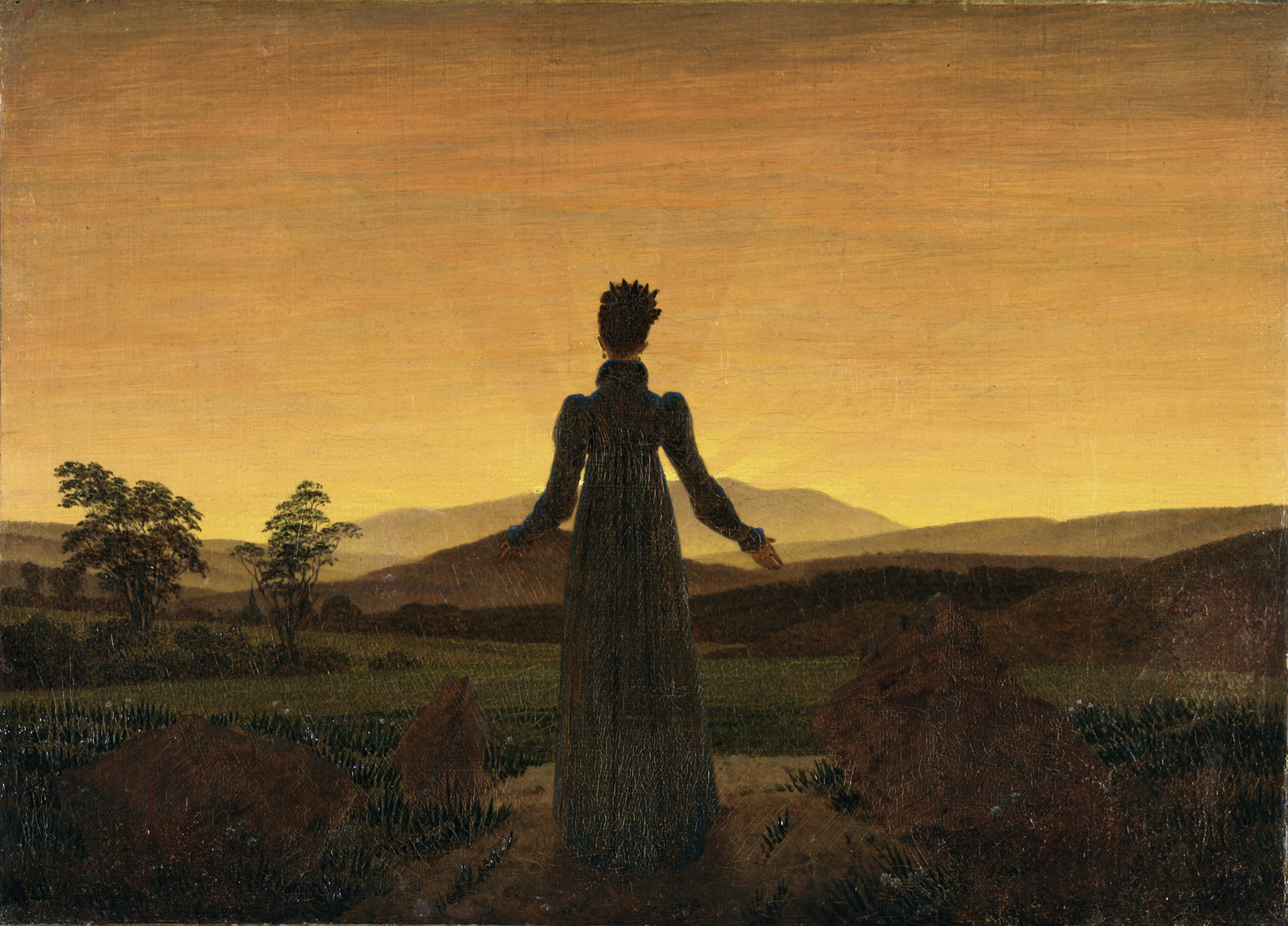
Frau vor der untergehenden Sonne von Caspar David Friedrich, um 1818
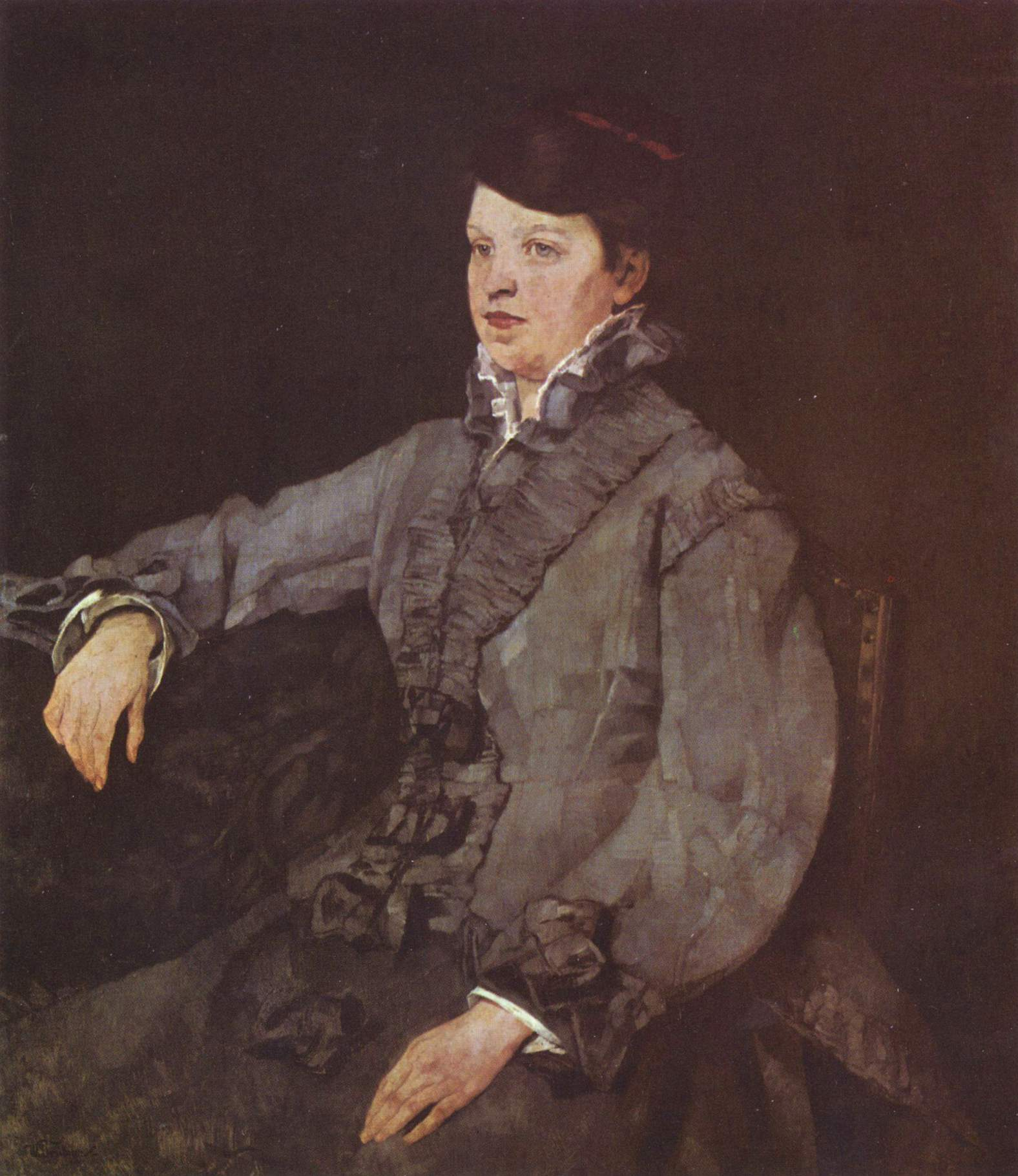
Die Dame in Grau von Wilhelm Trübner, 1877
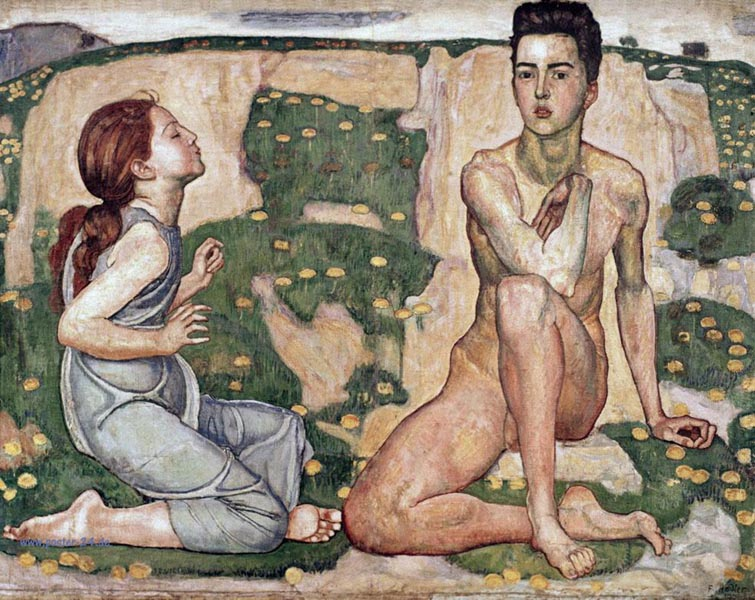
Frühling von Ferdinand Hodler, 1901

Neben der deutschen Malerei verfügt das Museum über einen reichen Bestand an französischer Kunst des 19. Jahrhunderts. Als Beispiel der Schule von Barbizon zeigt das Museum Jean-Baptiste Camille Corots Gemälde Das Bacchusfest, für den Realismus in Frankreich stehen Gustave Courbets Bilder Der Fels Oraguay und Die Woge. In der Sammlung ist der Impressionismus mit Gemälden einiger seiner Hauptvertreter zu sehen. Von Claude Monet gehörten ein Gemälde der Serie Kathedrale von Rouen und ein Bild Der Seerosenteich dem Museum. Die Gemälde Lise mit dem Sonnenschirm von Pierre-Auguste Renoir und Der Sänger Jean-Baptiste Faure als Hamlet von Édouard Manet gehören zu den herausragenden Werken der Sammlung. Das Bild Der Steinbruch Bibémus von Paul Cézanne ist ein Beispiel für die Werke, die von den Nationalsozialisten zur Devisenbeschaffung ins Ausland verkauft wurden. Dieser besonders schwere Verlust konnte 1967 durch die erneute Erwerbung des Gemäldes ausgeglichen werden. Der Rückkauf wurde durch eine Spende des Verwaltungsrates des WDR finanziert. Im Besitz des Museums Folkwang befinden sich vier Werke des postimpressionistischen Malers Paul Gauguin, darunter Frau mit Fächer und Bretonische Tangsammler. Ein weiterer Vertreter dieser Stilrichtung in der Sammlung ist Vincent van Gogh, von dem unter anderem das Porträt Armand Roulin und die Landschaft Die Ernte. Kornfeld mit Schnitter zu sehen sind. Durch das Gemälde Die Seine bei Saint-Cloud von Paul Signac ist auch der Pointillismus in der Sammlung des Museums vertreten. Im Besitz des Museums Folkwang befinden sich darüber hinaus mit Werken wie Stillleben mit Asphodelen von Henri Matisse und Flasche, Gitarre und Pfeife von Pablo Picasso auch Gemälde des Fauvismus und des Kubismus. Neben Picasso befinden sich auch kubistische Werke Robert Delaunays wie beispielsweise ein Bild aus der Serie Der Eiffelturm im Museum. Der Surrealismus ist etwa durch René Magrittes Bild Der Nachtschwärmer in der Sammlung vertreten.

Lise mit dem Sonnenschirm von Pierre-Auguste Renoir, 1867
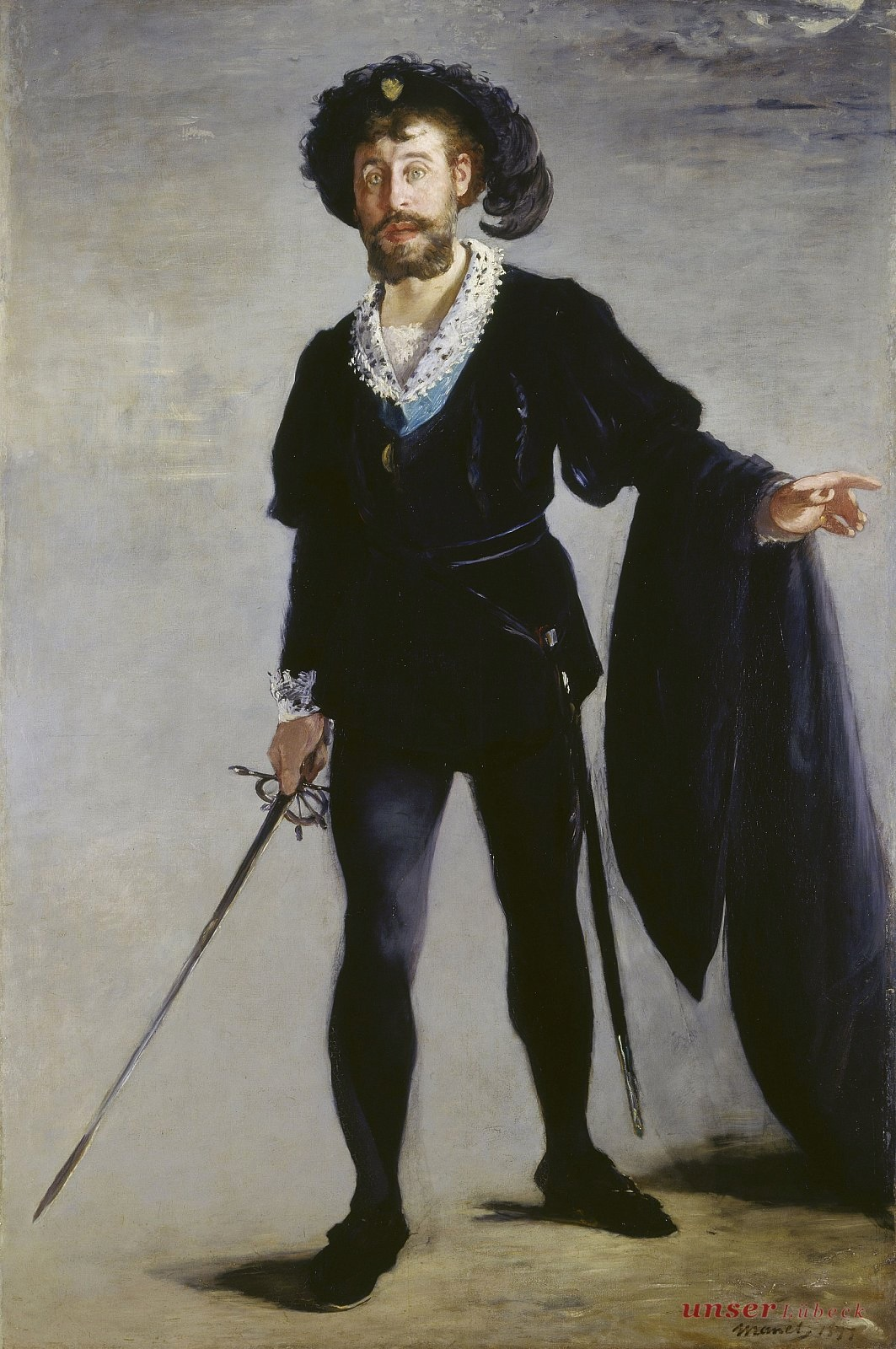
Der Sänger Jean-Baptiste Faure als Hamlet von Édouard Manet, 1877
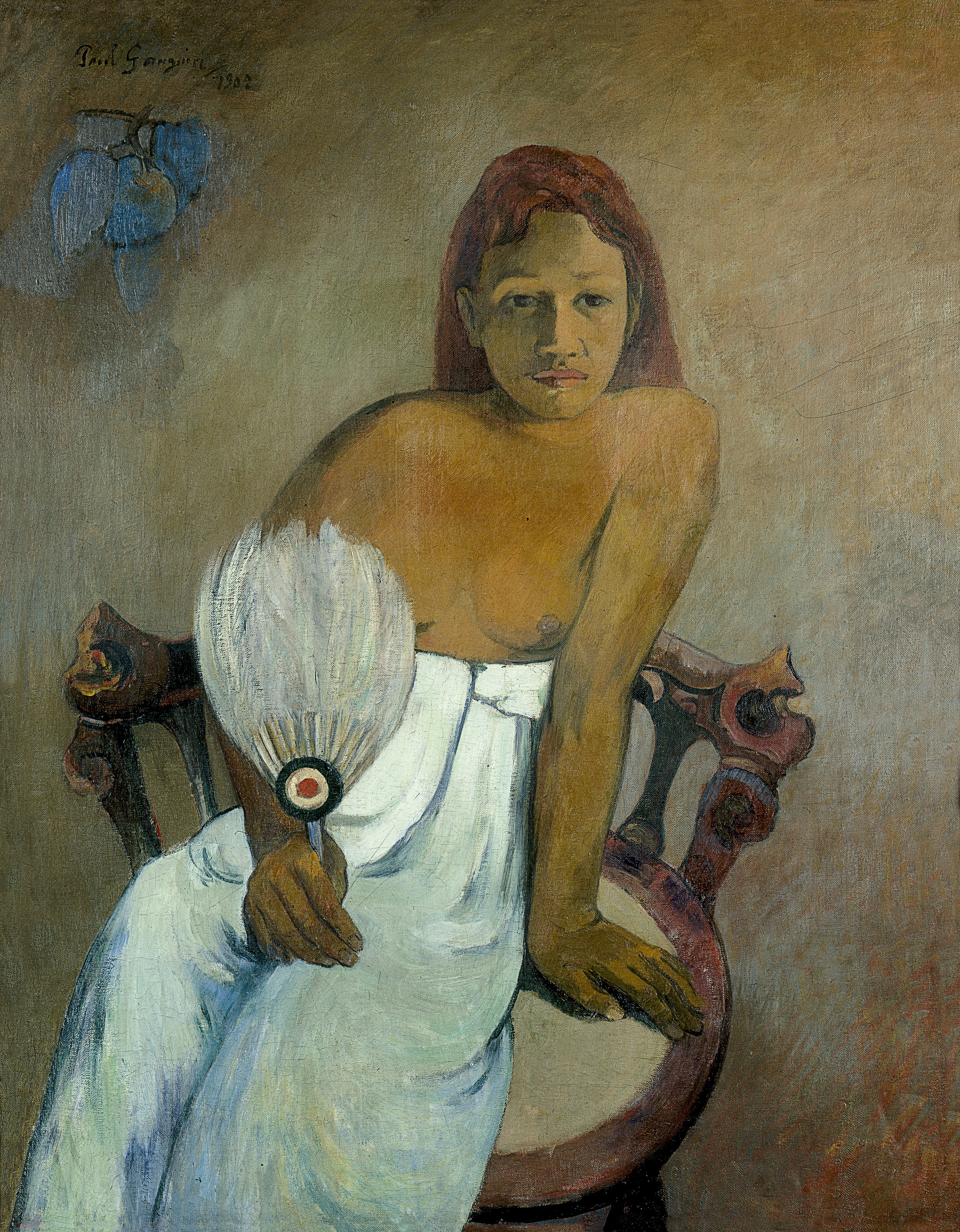
Frau mit Fächer von Paul Gauguin, 1902
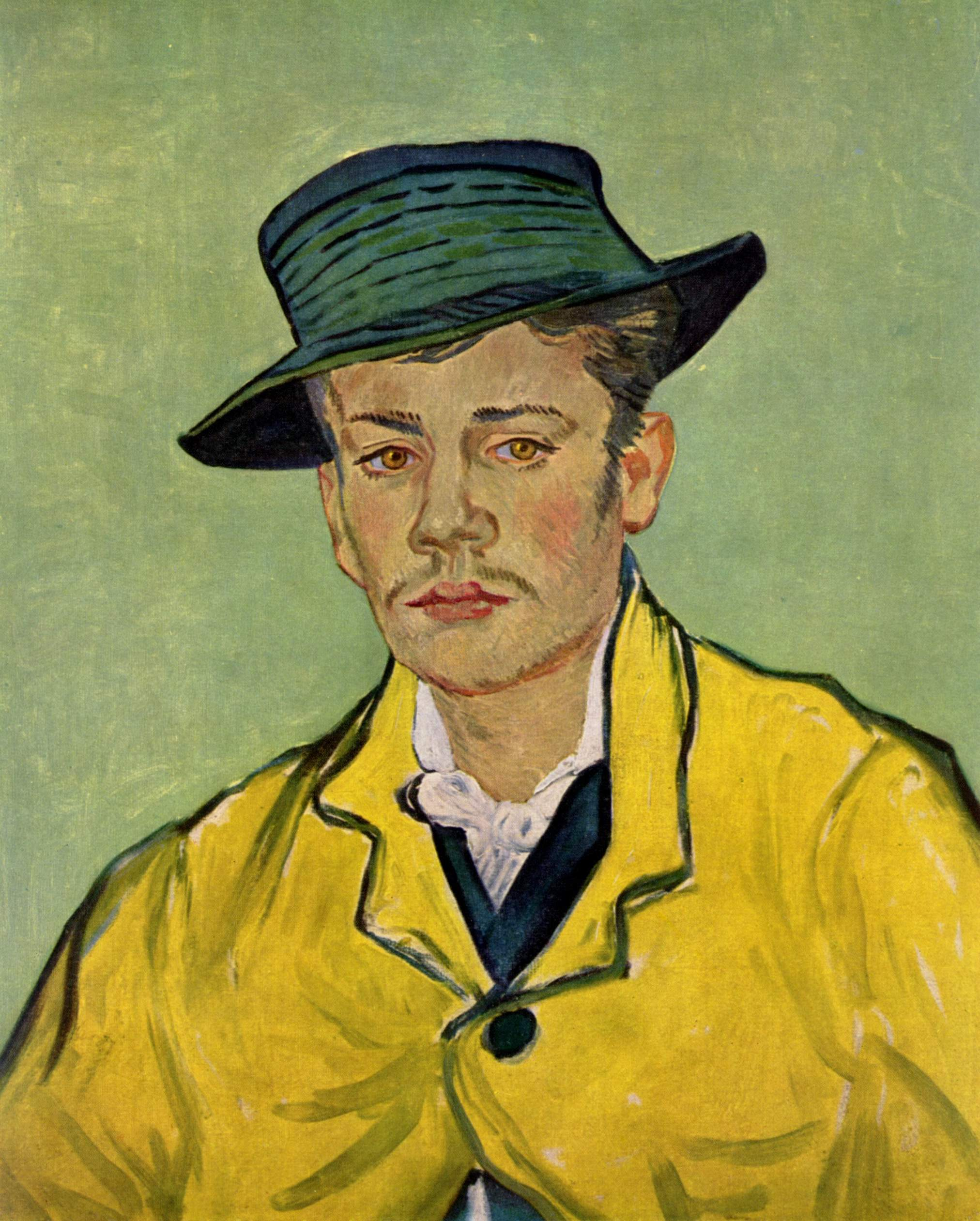
Armand Roulin von Vincent van Gogh, 1888

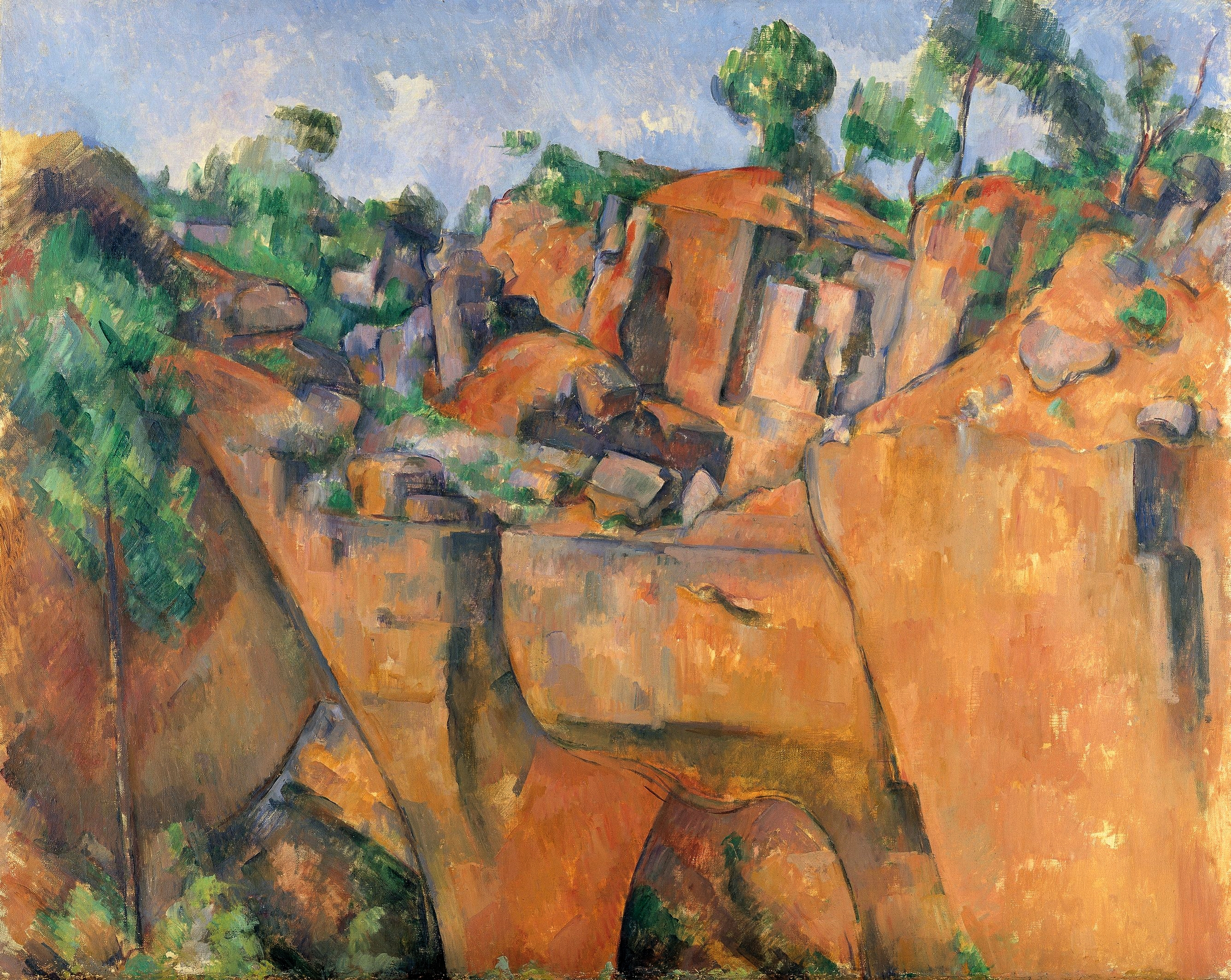
Der Steinbruch Bibemus von Paul Cézanne, 1898
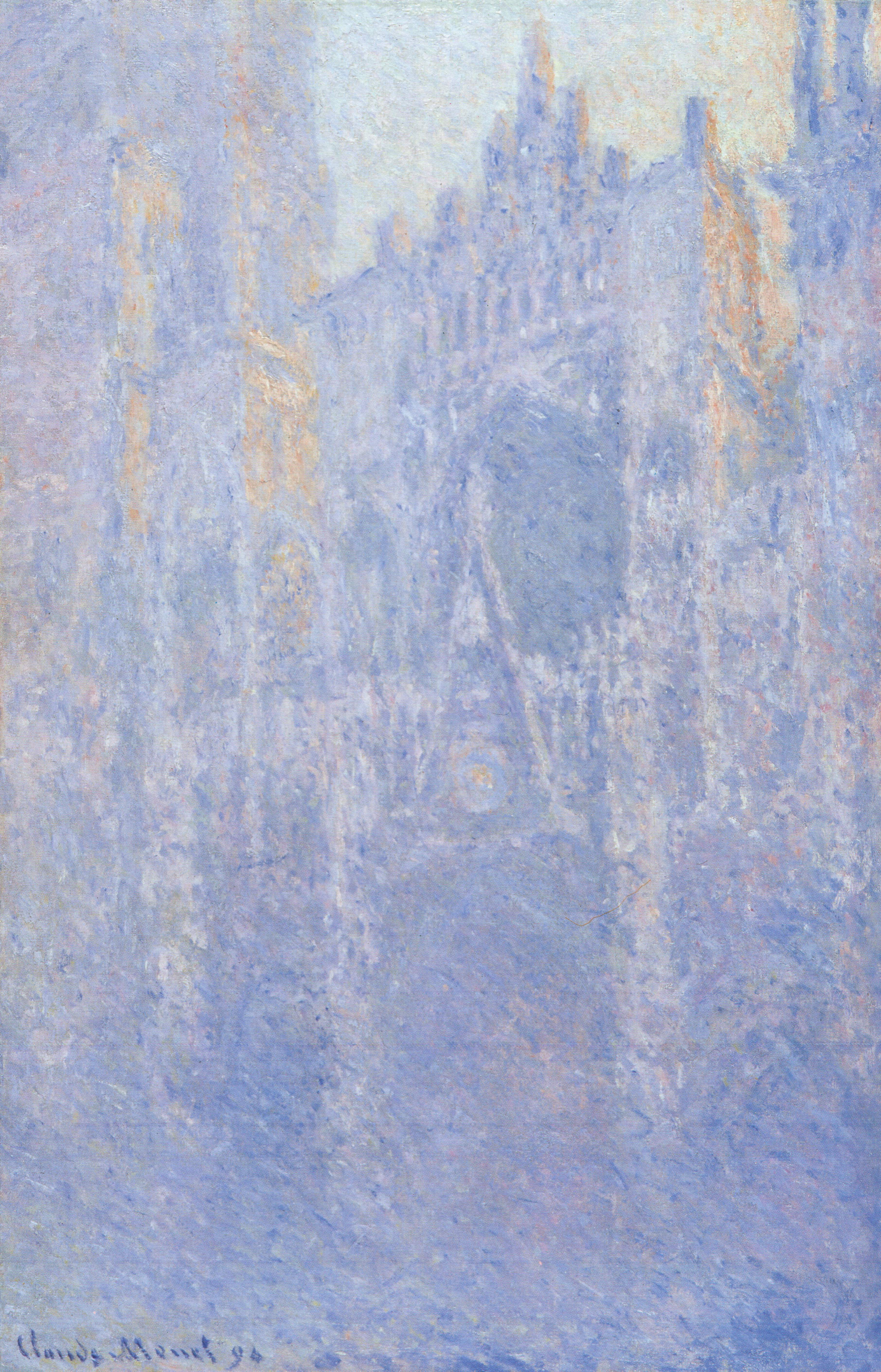
Kathedrale von Rouen von Claude Monet, 1892–1894
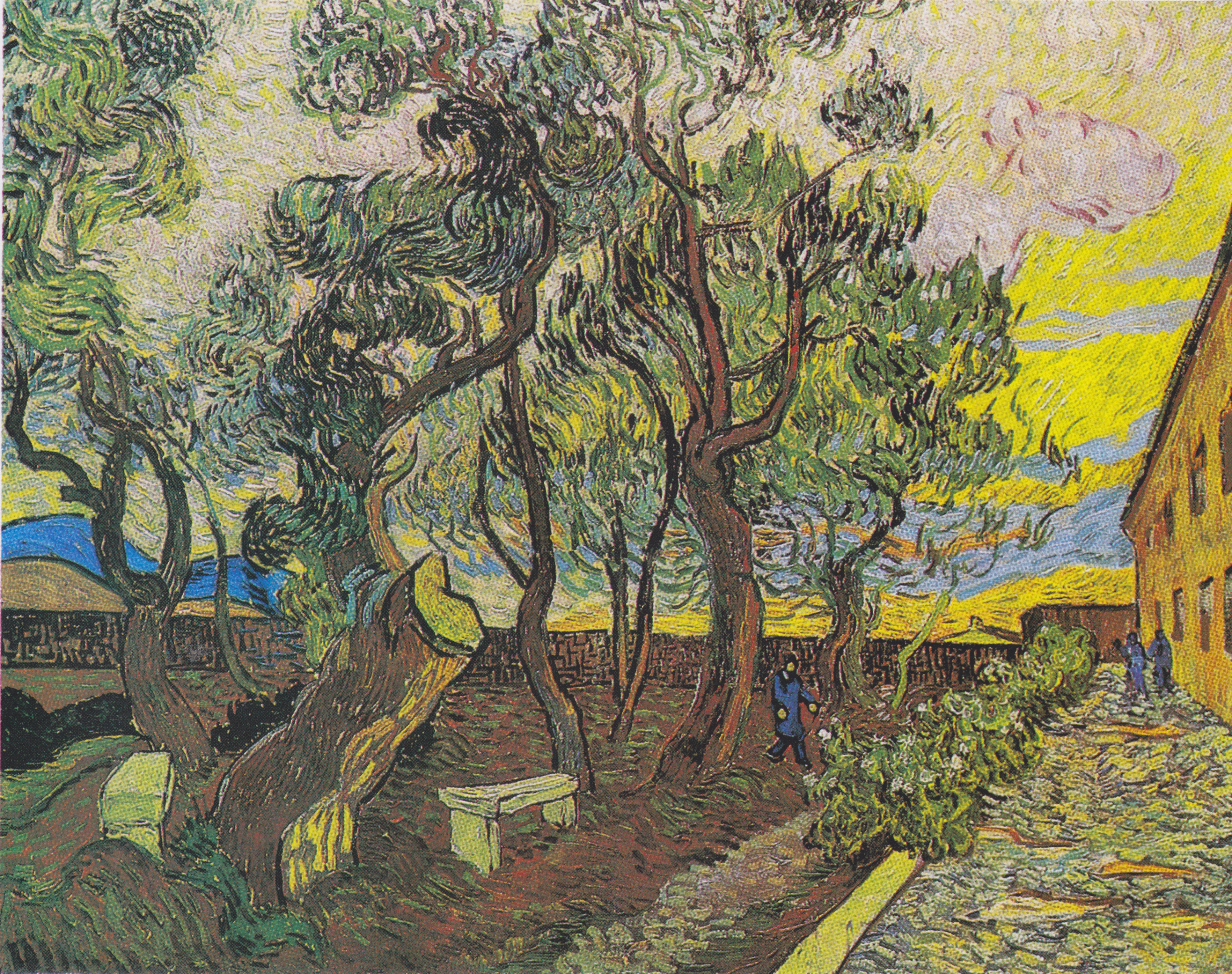
Der Irrenhausgarten in Saint-Rémy von Vincent van Gogh, 1889

Das Museum Folkwang besitzt zahlreiche Werke der Malerei der deutschen Moderne. Ein Beispiel für den deutschen Impressionismus ist das Gemälde Der Papagaienmann von Max Liebermann, in dem dieser den Idealen dieser Stilrichtung besonders nachgekommen ist. Von Lovis Corinth ist das Bild Thomas in Rüstung, das seinen Sohn zeigt, zu sehen. Beispielhaft für den frühen Expressionismus in der Sammlung des Museums Folkwang ist Paula Modersohn-Beckers Selbstbildnis mit Kamelienzweig. Weitere Exponate des Expressionismus sind unter anderem das Gemälde Hutladen von August Macke, sowie die Bilder Sitzender Akt auf orangem Tuch, Leipziger Straße mit elektrischer Bahn und Der rote Turm in Halle von Ernst Ludwig Kirchner. Weitere expressionistische Gemälde in der Sammlung stammen von Emil Nolde, Erich Heckel, Ludwig Meidner, Otto Müller und Christian Rohlfs. Darüber hinaus zeigt das Museum Folkwang unter anderem Kurische Nehrung, Nidden von Karl Schmidt-Rottluff, Elblandschaft in Dresden von Oskar Kokoschka und Fließende Formen von Franz Marc. Neben Marc sind mit Wassily Kandinsky und Paul Klee zwei weitere Maler der Künstlergruppe „Der Blaue Reiter“ in der Sammlung des Museums mit einigen Werken vertreten. Mit Winterlandschaft mit Sternen und Badender Knabe zeigt das Museum auch Werke des Norwegers Edvard Munch.
Das von Otto Dix gemalte Gemälde Bildnis Frau Martha Dix repräsentiert zusammen mit dem Gemälde Der Todessturz Karl Buchstätters von Franz Radziwill die Neue Sachlichkeit in der Sammlung des Museum Folkwang. Weitere Künstler der 1920er und 1930er Jahre, die unter anderem den Dadaismus, Surrealismus, Konstruktivismus oder gänzlich unabhängige künstlerische Positionen vertraten und mit ihren Werken in Essen zu sehen sind, sind Max Ernst, Max Beckmann, Piet Mondrian, Marc Chagall und Willi Baumeister. Mit Der Apotheker von Ampurias auf der Suche nach absolut Nichts aus dem Jahr 1936 gehört dem Museum auch ein Werk eines der Hauptvertreter des Surrealismus, Salvador Dalí.

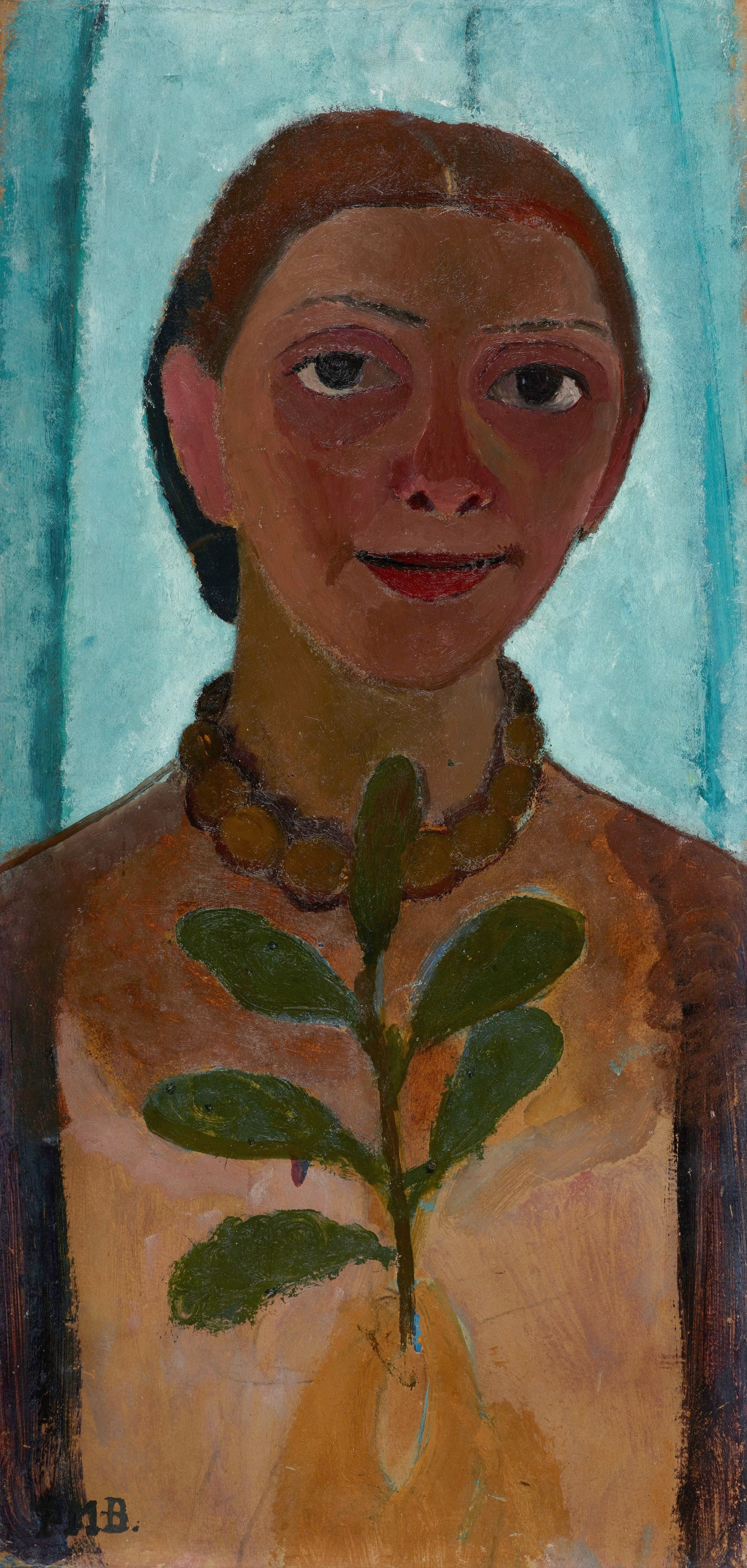
Selbstbildnis mit Kamelienzweig von Paula Modersohn-Becker, 1906/1907
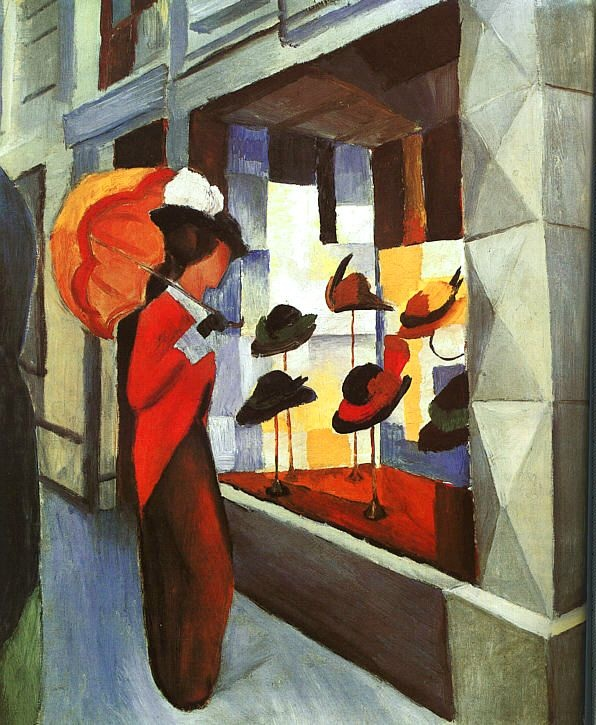
Hutladen von August Macke, 1914
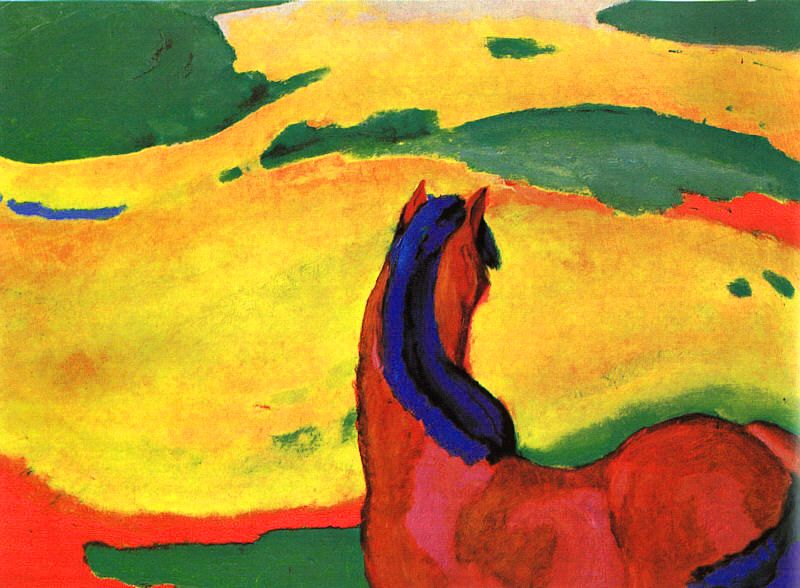
Pferd in der Landschaft von Franz Marc, 1910

Die Malerei der Nachkriegszeit ist durch verschiedene Künstler in der Museumssammlung vertreten. Zum Beispiel sind die Werke Two Sided Painting von Jackson Pollock, KSI von Morris Louis und Prometheus Bound von Barnett Newman zu sehen. Otto Piene, ein Mitbegründer der Künstlergruppe ZERO, ist mit Sensibilité prussienne vertreten, neben ihm mit Günther Uecker und Lucio Fontana weitere dieser Gruppe nahestehende Künstler. Von Ernst Wilhelm Nay, einem der bedeutendsten Vertreter der abstrakten Malerei im Nachkriegsdeutschland, und Georg Baselitz gehören gleich mehrere Werke dem Museum Folkwang. Mit Tomlinson Court Park I von Frank Stella ist in Essen ein Werk aus der 21-teiligen Reihe schwarzer Streifenbilder zu sehen. Ein weiteres Beispiel für die zeitgenössische Malerei im Museum Folkwang ist das Wolkenbild, Nr. 265 von Gerhard Richter.

### Skulptur
Die Sammlung des Museum Folkwang umfasst rund 280 Skulpturen. Der französische Bildhauer Auguste Rodin, den der Museumsgründer Osthaus selbst in Paris besucht hatte, ist mit seinen Werken Eva, Das eherne Zeitalter, Die Kauernde und Faun und Nymphe in der Sammlung vertreten. Die Eva gehört zum Werkkomplex der unvollendeten Höllenpforte und wurde von Rodin nach ihrer Vertreibung aus dem Paradies gezeigt. Dabei verzichtete er auf die üblichen Attribute wie Apfel und Schlange. Die Sandalenbinderin von Louis Tuaillon stellt eine moderne Rezeption einer klassischen Pose seit der Antike dar. Vom belgischen Bildhauer George Minne besitzt das Museum Folkwang die Skulptur Knabe mit Schlauch und den aus Marmor gefertigten Brunnen mit knienden Knaben, der 1905/1906 in der Eingangshalle des Hagener Museums aufgestellt worden war. Die deutschen Bildhauer sind unter anderem durch Wilhelm Lehmbruck mit dessen Stehender weiblicher Figur, die er in Gegensatz zu Rodins antiklassischen Werken als klassische Frauengestalt konzipierte, in der Sammlung vertreten. Von Ernst Ludwig Kirchner stammt die bemalte Holzfigur Stehendes Mädchen, von Erich Heckel die Hockende aus Lindenholz. Mit einem unbetitelten Werk aus bemalten Gips von Alexander Archipenko ist in der Sammlung des Museum Folkwang auch die kubistische Bildhauerei vertreten. Der Kopf in Messing von Rudolf Belling ist ein aus abstrahierten Formen zusammengesetzter Kopf, dessen Wirkung auch auf dem reflektierenden Material resultiert. Ein Beispiel für die zeitgenössische Skulptur in der Sammlung ist die Figur Stahlfrau Nr. 11 von Thomas Schütte aus dem Jahr 2002.

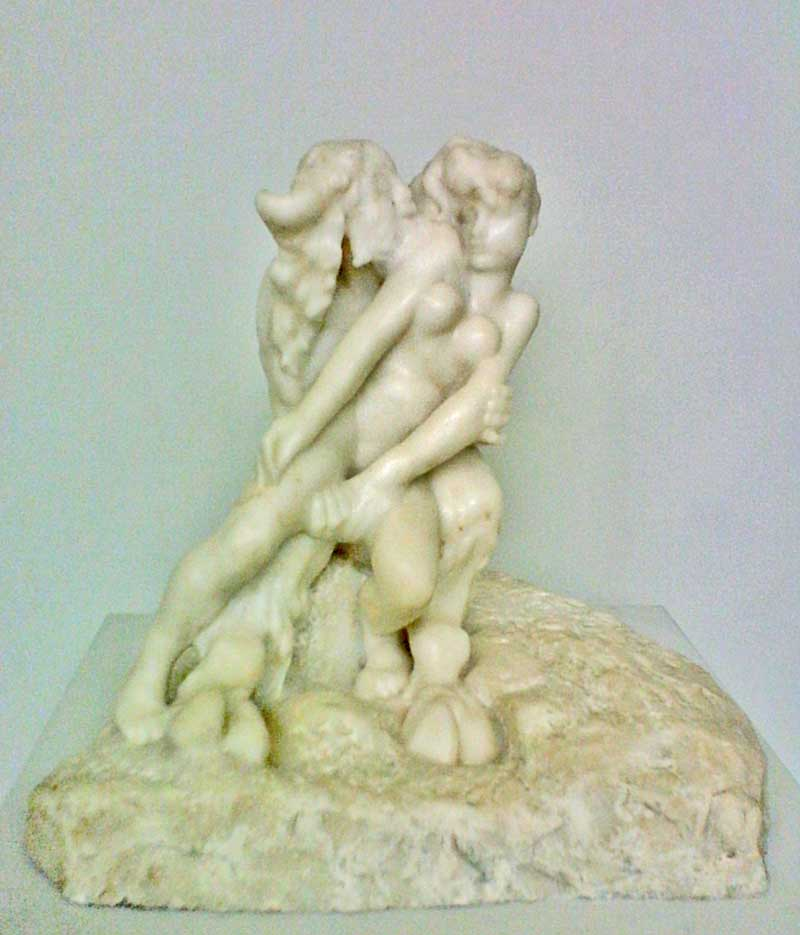
Faun und Nymphe von Auguste Rodin, 1885/1886

### Graphik
Die graphische Sammlung des Museum Folkwang umfasst 12.000 Zeichnungen, Aquarelle und Druckgraphiken. Die ältesten Werke stammen vom Ende des 18. und Anfang des 19. Jahrhunderts, hierzu zählen Arbeiten von Künstlern wie Jean-Baptiste Greuze und Daniel Nikolaus Chodowiecki, die sich stilistisch noch am Barock orientierten und sich bereits einer bürgerlichen Kunst verschrieben hatten. Die Romantik ist etwa durch Caspar David Friedrichs Werk Der Uttenwalder Grund in der Sammlung vertreten, der Klassizismus beispielsweise durch Joseph Anton Koch mit der Zeichnung Landschaft mit Herkules am Scheideweg. Den heroischen Landschaften Kochs folgten realistische Darstellungen durch Künstler wie Franz Krüger und Adolph Menzel und dichterische, ironische Darstellungen von Carl Spitzweg, Ludwig Richter und Moritz von Schwind. Der Schwerpunkt des Museum Folkwang auf der Graphik des 19. Jahrhunderts geht auf eine Schenkung einer umfangreichen Ludwig-Richter-Sammlung durch Karl Budde an das Essener Kunstmuseum 1906 zurück. Diese wurde in der Folge weiter ergänzt, vor allem auch während der Zeit des Dritten Reiches, als die Sammlungstätigkeit im modernen Bereich nicht fortgeführt werden konnte.
Ernst Gosebruch erweiterte den Graphikbestand des Museum Folkwang erheblich durch Erwerbung von modernen Werken. Dabei sind die expressionistischen Druckgraphiken und Zeichnungen besonders durch zahlreiche Werke von Ernst Ludwig Kirchner und Emil Nolde vertreten, aber auch Zeichnungen des Impressionismus. Während der Zeit des Nationalsozialismus wurden aus dieser Sammlung 1200 Werke enteignet, fast der gesamte moderne Bestand. Einige Blätter von Henri Matisse und Pablo Picasso verblieben jedoch im Museum. Nach dem Zweiten Weltkrieg ersetzten die Direktoren mit ihrer Ankaufspolitik die Verluste der Sammlung. 1957 erwarb das Museum die gesamte Druckgraphik, sowie Zeichnungen und Aquarelle von Christian Rohlfs. Auch fast das gesamte druckgraphische Werk Erich Heckels wurde in den 1960er Jahren gekauft. Aus der zeitgenössischen Kunst sammelte das Museum Folkwang etwa abstrakte Graphiken. Zuletzt erlangte die Sammlung einen bedeutenden Zuwachs durch eine Schenkung Jim Dines, der dem Museum im Jahr 2015 eine Gruppe von mehr als 200 druckgrafischen Arbeiten übereignet hat.

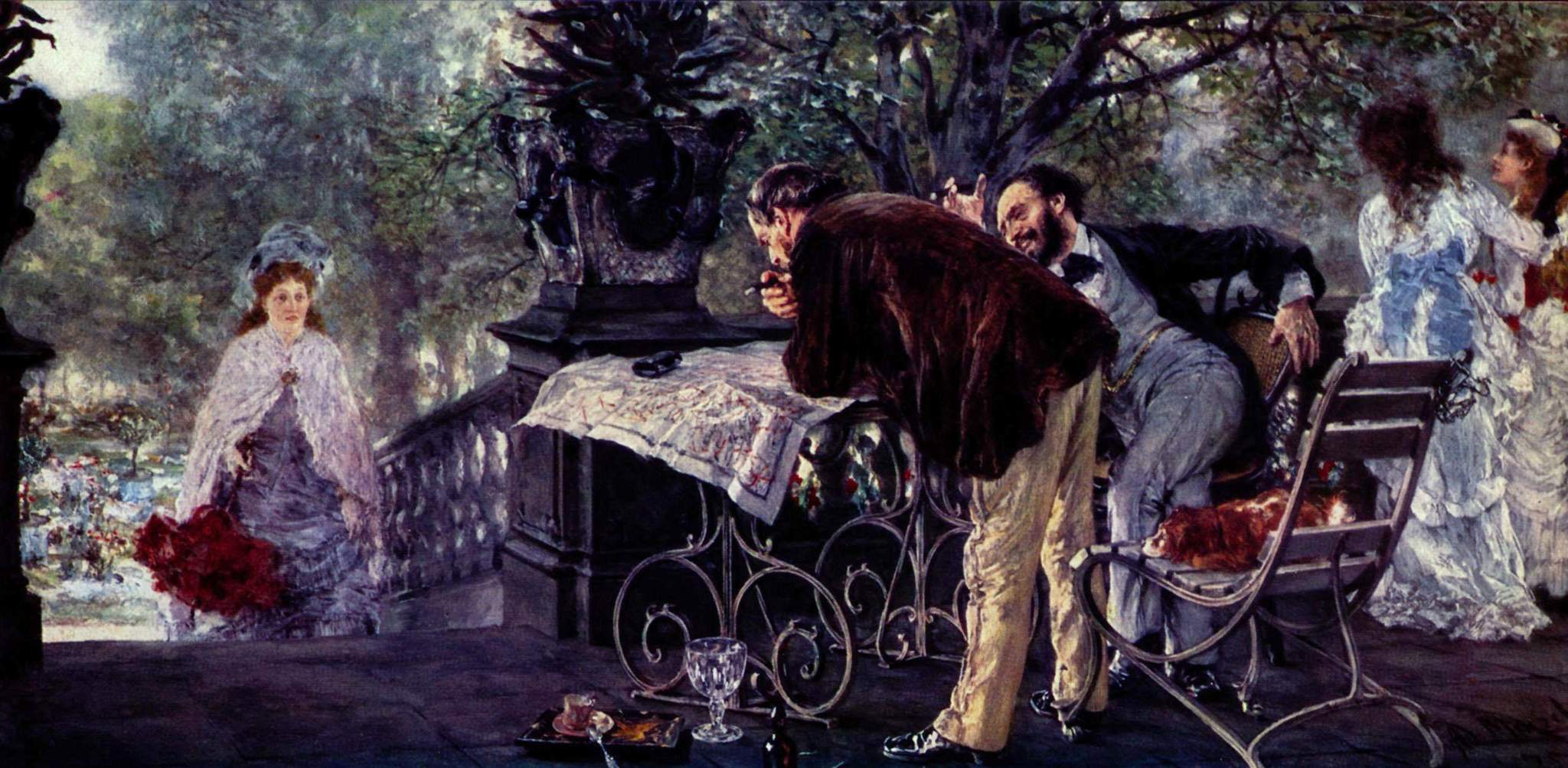
Reisepläne von Adolph Menzel, 1875
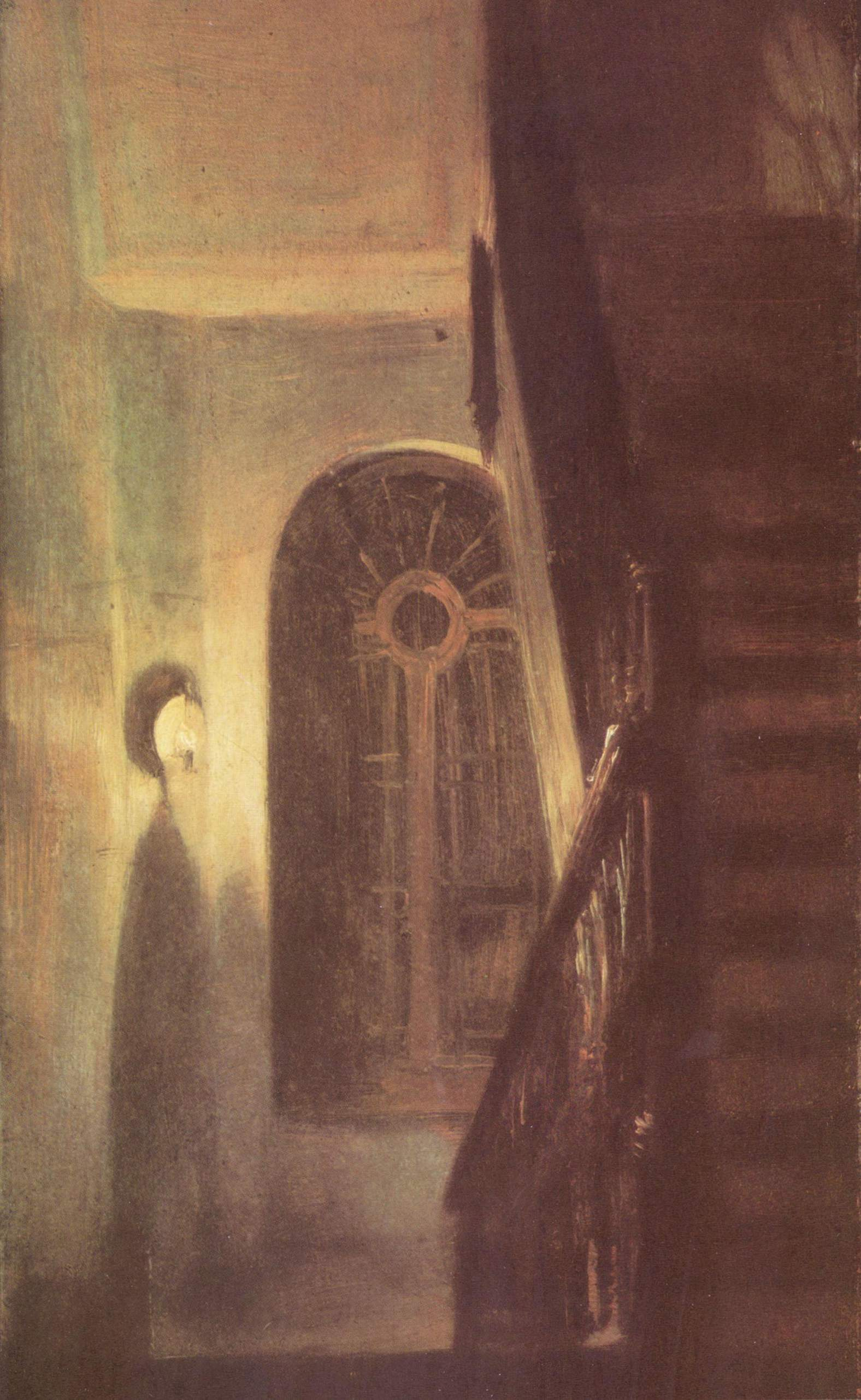
Treppenflur bei Nachtbeleuchtung von Adolph Menzel, 1848
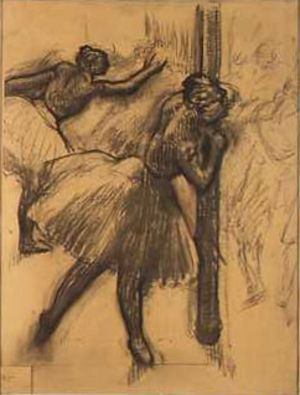
Tänzerin an einer Säule lehnend von Edgar Degas, 1895/1898
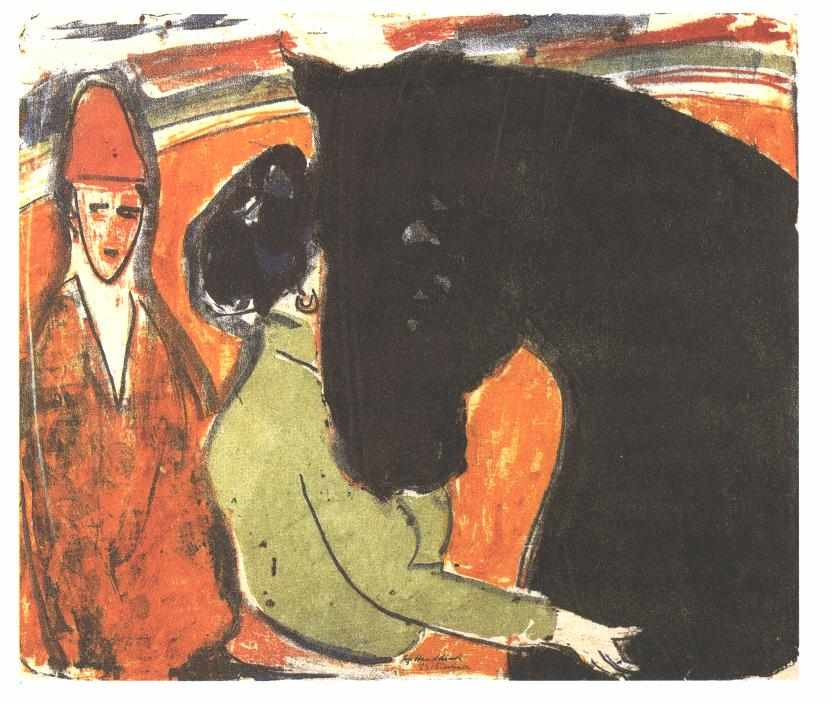
Rappenhengst von Ernst Ludwig Kirchner, 1907

### Fotografie
Die fotografische Sammlung des Museums Folkwang geht auf die Sammlungstätigkeit von Otto Steinert zurück, der 1959 die Fotografie-Klasse der Folkwangschule übernommen hatte. Er konnte 1961 die Stadt Essen dazu veranlassen, eine Sammlung von Fotografien aufzubauen. Steinert erwarb unter anderem eine Vielzahl von Architekturfotografien des 19. Jahrhunderts und Porträts von Robert Adamson und David Octavius Hill. Nach dem Tod Steinerts im Jahr 1978 gelangte die Sammlung in das Museum Folkwang, wo der Direktor Paul Vogt sie als Basis für die Gründung einer eigenen Abteilung nutzte. Das Museum besitzt zahlreiche Werke von August Sander und zur Porträtfotografie der 1920er Jahre. Zudem befinden sich im Museum Folkwang einige Nachlässe, darunter die von Helmar Lerski, Germaine Krull, Otto Steinert und Peter Keetman. Weiterhin unterstützt das Museum durch Stipendien und Preise die zeitgenössische Fotografie, die einen Schwerpunkt der Sammlung neben dem 19. Jahrhundert, sowie den 1920er und 1950er Jahren bildet. Bis 2012 hatte Ute Eskildsen die Leitung; von 2012 bis 2018 war Florian Ebner Leiter. Zum 3. September 2018 übernahm Thomas Seelig (* 1954) die Leitung der Fotografischen Sammlung.

### Kunsthandwerk
Das Museum Folkwang besitzt kunstgewerbliche Objekte aus Afrika, Asien, Mittelamerika, der Südsee und Europa. Hinzu kommen Objekte aus der Antike, sowie Textilien, Fliesen und Glas aus verschiedenen Epochen. Dieser Teil der Museumssammlung geht auf Osthaus Reise nach Tunesien im Jahr 1897 zurück, die sein Interesse an Exponaten aus dem Vorderen Orient weckte. So begann er islamische Keramik zu sammeln. In der Folge baute er eine Sammlung auf, die eher als Mustersammlung für die ansässige Industrie und Künstler verstand. Eine Vielzahl von Objekten aus der Südsee wie etwa Zeremonialschilde und Ahnenbretter stammten von Emil Nolde, der sie während seiner Teilnahme an der medizinisch-demographischen Deutsch-Neuguinea-Expedition gesammelt hatte. Ein weiterer Schwerpunkt dieses Sammlungsteils ist die afrikanische Kunst. 1914 erwarb das Museum Folkwang Stücke aus der Sammlung von Leo Frobenius aus dem völkerkundlichen Institut in Hamburg, die 1910 im Rahmen der Deutschen Inner-Afrika-Forschungs-Expedition nach Europa kamen. Zwei Werke, die stellvertretend für die afrikanischen Exponate steht, sind ein aus Messing mit Eiseneinlagen gefertigter Kopf eines Königs „uhumnw-elao“ aus Benin und die Männliche Kultfigur der Baule ›blolo bian‹/›asie usu‹. Die Afrika-Sammlung des Museum Folkwang hat den Zweiten Weltkrieg ohne größere Verluste überstanden, während das Ruhrlandmuseum große Verluste in diesem Bereich zu verzeichnen hatte. Die mittel- und südamerikanische Kunst wird in der Sammlung durch peruanische Keramik aus den Fundstätten Moche und Nasca, sowie durch Steinplastiken aus dem heutigen Mexiko repräsentiert.
Das Alte Ägypten ist mit Objekten verschiedener dynastischer Epochen bis hin zur Zeit des hellenistischen Einflusses vertreten. Das Museum besitzt unter anderem die Skulptur Doppelstatuette des Vorstehers der Goldwüsten des Amun, Wersu – Sat-Re aus der 18. Dynastie, sowie weitere Plastiken und Keramiken. Zur Sammlung des Museums Folkwang gehören darüber hinaus auch griechische Keramikobjekte wie Beispiele der griechischen Vasenmalerei, sowie etruskische Bronzearbeiten und Gläser aus der römischen Antike. Asien ist durch eine Vielzahl von Keramik in der Sammlung vertreten. Daneben gibt es herausragende Exponate wie die Kuei-Bronze aus dem China des 9. Jahrhunderts vor Christus oder dem Garudavogel aus dem 18. und 19. Jahrhundert, der von der Insel Java stammt. Weitere Stücke in der Sammlung sind etwa Skulpturen aus China, Japan und Indien, Lackarbeiten wie Schreibkästen und Keramiken der japanischen Teezeremonie.
Zur Textilmustersammlung gehören 200 Exponate, die ursprünglich vor allem der Industrie zur Anschauung dienen sollte. Bei 60 von ihnen handelt es sich um koptische Textilien. Daneben beinhaltet dieser Sammlungsteil auch asiatische Stoffe und Gewänder, sowie ebensolche aus dem Barock und Rokoko. Das europäische Kunstgewerbe ist zudem durch eine Vielzahl von Erzeugnissen wie Kruzifixen und Statuetten im Museum Folkwang vertreten. Ein Beispiel aus diesem Bereich ist ein flämisches Adlerpult aus dem 14. Jahrhundert. Zudem besitzt das Museum Folkwang eine Sammlung von Vasen aus dem Jugendstil, darunter welche, die Tiffany schuf.

## Ausstellungen
Das Museum Folkwang in Hagen war lange Zeit Vorreiter im Bereich der Ausstellung Moderner Kunst. Auch in Essen und bis in die Gegenwart hinein setzte das Museum seine Ausstellungstätigkeit fort. 1905 zeigte das Museum als erstes deutsches Museum eine Ausstellung mit Werken Vincent van Goghs. Im selben Jahr fand eine Ausstellung mit Gemälden Ferdinand Hodlers statt, 1906 folgten Schauen mit Werken von Edvard Munch und Emil Nolde. Nachdem die Künstlergruppe Brücke im Dezember 1906 bei Osthaus wegen einer Ausstellung im Museum Folkwang angefragt hatte, zeigte das Museum im Sommer 1907 erstmals eine Brücke-Ausstellung. 1910 fand eine weitere Ausstellung der Brücke im Museum statt. Im Juli 1912 stellte zudem die Gruppe Der Blaue Reiter im Museum aus. Das Museum Folkwang zeigte in dieser Zeit weitere bedeutende Ausstellungen von Künstlern wie Alexej von Jawlensky und Wassily Kandinsky. Neben diesen Ausstellungen der Modernen Kunst mit Schwerpunkt auf Malerei und Grafik zeigte das Museum Folkwang auch Fotografie-Ausstellungen. Beispielsweise veranstaltete es bereits 1903 eine Ausstellung über internationale Berufsfotografie. 1929 gab es im Museum Folkwang die Ausstellung Fotografie der Gegenwart zu sehen, 1933 die erste Einzelausstellung von Florence Henri. Darüber hinaus fand nach dem Erwerb der Objekte von der Deutschen Inner-Afrika-Forschungs-Expedition im Museum Folkwang eine der ersten Ausstellungen Afrikanischer Kunst in Deutschland statt. Auch nach dem Umzug nach Essen und nach dem Zweiten Weltkrieg wurde die engagierte Ausstellungspolitik fortgesetzt, die bis in die Gegenwart hinein reicht.
Seit dem Ende der 1980er Jahre beteiligen sich zunehmend Sponsoren wie die Ruhrgas AG, die Sparkasse Essen und Hochtief an der Finanzierung großer Ausstellungen. Die erste große, durch einen Sponsor finanzierte Ausstellung war Edvard Munch im Jahr 1987. Gemessen an den Besucherzahlen waren die erfolgreichsten Ausstellungen im Museum Folkwang Vincent van Gogh und die Moderne mit 505.000 Besuchern aus dem Jahr 1990, Caspar David Friedrich mit 357.000 Besuchern im Jahr 2006 und Morosow, Schtschukin – Die russischen Sammler mit 572.000 Besuchern im Jahr 1993. Die Ausstellung, in der die bedeutenden Sammlungen der beiden russischen Sammler präsentiert wurden, fand anlässlich des 20-jährigen Jubiläums der Erdgaslieferungen aus der Sowjetunion an das als Sponsor auftretende Unternehmen Ruhrgas statt. Den Event-Charakter dieser Ausstellung unterstrich unter anderem die Veränderung der Öffnungszeiten, so dass die Schau freitags bis 24 Uhr geöffnet war. Die von der Sparkasse geförderte Ausstellung Edward Hopper und die Fotografie – Die Wahrheit des Sichtbaren im Jahr 1992 zog 130.000 Besucher an. Seit 1992 fördert zudem die Bochumer Westfalenbank Ausstellungen zur Fotografie, während im Jahr 2000 RWE mit dem Museum Folkwang die Kooperation bei Ausstellungen im Bereich der Zeitgenössischen Kunst vereinbarte.
Bei seinem Amtsantritt 2013 kündigte Tobia Bezzola an, verstärkt auf Blockbuster-Ausstellungen zu setzen, um den Chipperfield-Bau angemessen zu bespielen. So sollten ab 2014 pro Jahr drei oder vier Ausstellungen mit überregionaler Bedeutung nach Essen geholt werden. Dabei sollte jeweils eine dieser Ausstellungen einem zeitgenössischen Künstler, der Photographie und der klassischen Moderne gewidmet sein. Für die Realisierung dieser Ausstellungen sollte zudem noch vermehrt mit privaten Sponsoren kooperiert werden. Sein Nachfolger Peter Gorschlüter gab bei Amtsantritt 2018 kein Bekenntnis zu den großen Ausstellungen zur klassischen Moderne ab. Er gab zu Protokoll, „[…] dass die Zeit der großen Blockbuster-Schauen heute tatsächlich vorbei ist.“ Er beklagte dabei die Energien, die in diesen großen Ausstellungsevents gebunden würden. Im Jahr des 100-jährigen Bestehens des Museum Folkwangs in Essen hatte das Haus mit insgesamt 442.000 Besuchern eines der erfolgreichsten Jahre seiner Geschichte. Insbesondere die beiden zu diesem Anlass gezeigten Sonderausstellungen Renoir, Monet, Gaugin – Bilder einer fließenden Welt. Die Sammlungen von Kojiro Matsukata und Karl Ernst Osthaus, in der die Sammlung des Museumsgründers im Dialog mit der des japanischen Industriellen Matsukata Kōjirō gezeigt wurde, und Expressionisten am Folkwang. Entdeckt – Verfemt – Gefeiert, welche die Geschichte des Expressionismus in Deutschland anhand der Museumssammlung nachverfolgte, zogen dabei mit 140.000 und 88.000 Besuchern ein breites Publikum an.
Über die Ausstellungstätigkeit im eigenen Haus hinaus war das Museum Folkwang auch in Übersee mit Ausstellungen vertreten. 1912 organisierte das Museum beispielsweise eine Kunstgewerbeausstellung in den Vereinigten Staaten. Eine Ausstellung aus neuerer Zeit war etwa Masterpieces from the Museum Folkwang Essen, die 1996 im Nagoya City Art Museum gezeigt wurde.

## Internationaler Folkwang-Preis
Seit 2010 verleiht der Folkwang-Museumsverein für herausragendes Engagement in der Vermittlung von Kunst verschiedener Kulturen und über Grenzen hinweg den zuletzt mit 10.000 Euro dotierten Internationalen Folkwang-Preis. Erster Preisträger 2010 ist der Direktor des British Museum (London), Neil MacGregor. Ihm folgte 2013 der schwäbische Unternehmer und Mäzen Reinhold Würth. 2017 wurde der Preis dem nigerianischen Ausstellungsmacher und Kunsthistoriker Okwui Enwezor verliehen, der 2011 bis 2018 Direktor des Münchner Haus der Kunst war. 2021 wird mit dem Preis die Fotografin Barbara Klemm für ihr Lebenswerk ausgezeichnet.
Der Internationale Folkwang-Preis wird alle zwei bis drei Jahre im Gedenken an Karl Ernst Osthaus verliehen.

## Filme
- Museum Folkwang Essen (= Museums-Check. Folge 3). Reportage, 30 Min., Moderation: Markus Brock, Produktion: 3sat. Erstausstrahlung: 29. August 2010.[74]